# Pech Maho
Pour les articles homonymes, voir Maho.
L'oppidum de Pech Maho est un oppidum d'époque celtique situé à Sigean, dans l'Aude, en Occitanie, en France. Le site était un comptoir commercial fortifié occupé du VIe au IIIe siècle av. J.-C. On y a observé trois occupations successives apparemment continues, vraisemblablement par un peuple appelé Élisyques (« Ἐλισύκοι -ων » en grec), installés à la limite des Ibères à l'ouest, et des Ligures à l'est. Le site semble être un carrefour commercial entre des peuples commerçants de la Méditerranée (Phéniciens, Carthaginois, Grecs) et du peuple autochtone. Le site a été définitivement abandonné à la suite d'une destruction presque totale intervenue à la fin du IIIe siècle av. J.-C. et qui pourrait être mise en relation avec la deuxième guerre punique ayant opposé Rome à Carthage.

## Géographie

### Situation
À l’extrémité occidentale du massif des Corbières, Sigean ferme vers le Sud la plaine du Narbonnais.
L'oppidum se trouve sur une colline de faible altitude (29 m), sur la rive du petit fleuve côtier la Berre, à proximité de l’étang de Sigean. Lorsqu'il a été établi, il se situait près des embouchures de l'Aude, à proximité d’une voie de passage obligée en direction du Roussillon, que l’on peut supposer correspondre au tracé de la voie héracléenne qui permettait alors de joindre l'Italie à la côte espagnole peuplée d'Ibères et franchissant en cet endroit un gué de la Berre. Le paysage antique et protohistorique devait consister à l’époque en une série d’îlots, disséminés dans ce vaste plan d’eau communiquant avec la mer. Cette zone d’interface entre milieu fluvial, lagunaire et marin a favorisé le développement d’échanges actifs entre indigènes et navigateurs méditerranéens, à un moment où se développe sur les côtes du Languedoc le commerce phocéen, notamment celui de Marseille et d’Empúries,.
L'oppidum se trouvait alors directement sur le rivage d'une mer navigable et non de la lagune séparée par des terres fermes que l'on observe actuellement. Il se situait donc sur une colline que l'on pouvait défendre et auprès de voies commerciales,.

### Site
Le site occupe une petite colline calcaire de forme triangulaire culminant à 29 m d’altitude, inclinée vers l’Ouest et dominant d’une vingtaine de mètres vers le Nord le cours actuel de la Berre et son ancienne embouchure lagunaire, aujourd’hui comblée, connue sous le toponyme de « plaine du lac », plus exactement au lieu-dit « l’Arena » (« le sable »). Du côté Sud, le relief est moins marqué, et ne domine que de 5 m environ un plateau, dit « Les Oubiels » (ou « Les Ouviels »), qui du côté occidental rejoint en pente raide les berges de la Berre et s’étend vers l’Est en direction du Grand Salin de Sigean. C’est dans cette direction, à environ 500 m de l’oppidum, qu’a été reconnue une partie de la nécropole des IVe et IIIe siècles av. J.-C.,,.
La faible éminence de Pech Maho, d’une superficie totale d’environ 2 ha, a donc servi à l’installation d’un habitat protohistorique, dont la superficie reconnue avoisine 1,5 ha. Seul le secteur jouxtant le mamelon (« Les Oubiels »), offre des traces d'occupation : on y trouve la majeure partie des défenses et un habitat "extra muros", apparemment inorganisé. Le choix de cet emplacement a été dicté d’une part en fonction de la topographie avantageuse du site, une colline naturellement protégée sur un de ses côtés favorisant l’installation d’un habitat de type « éperon barré », et d’autre part en fonction de la proximité des étangs de Bages et de Sigean, anciennement reliés à la mer, par l’intermédiaire de graus aujourd’hui colmatés. Ces étangs voyaient en outre se déverser au Nord les eaux de l’Aude, et au Sud celles de la Berre. Les plans d’eau ainsi formés sont connus à l’époque romaine sous le nom de « lacus rubresus » (« lac rougeâtre ») en raison des alluvions colorés issus de ces deux rivières.

## Toponymie
Le nom antique est inconnu. Le nom « Pech Maho » est contemporain et n'est que la mauvaise transcription de l'occitan Puèg Mau, la mauvaise colline. Cependant María José Pena propose de voir dans le toponyme « Σαιγάνθη » (Saiganthé), inscrit sur une tablette de plomb du Ve siècle découverte à Empúries, la transcription en grec ionien du nom ibère de l’oppidum. Ce nom aurait ensuite évolué pour donner le nom de Sigean.

## Histoire
L'oppidum constitue une place Élisyque ouverte aux influences helléniques, puniques, ibères et italiques.
Fondé à la même époque qu'Ensérune et occupé comme Montlaurès par une peuplade de culture ibérique (qualifiée d'ibéro-languedocienne), les Élisyques, Pech Maho a joué un rôle important pendant quatre siècles à la fois comme relai maritime, comme poste militaire et comme lieu ostentatoire d'un pouvoir spirituel et politique. Situé au débouché de la Berre dans la Mer narbonnaise, près du point où la mythique voie herakléenne franchissait ce fleuve à gué et enfin à proximité de salines, le relai offrait aux commerçants grecs un abordage facile, un asile sûr, des liaisons rapides avec l’arrière-pays, et divers produits (blé, minerai de fer des Corbières) et, peut-être, un produit d'échange alors très recherché : le sel.
Position clé dans une zone limite, défense avancée du territoire Élisyque et sa capitale Montlaurès/Narbonne, la place forte commandait la route d'Espagne, surveillait les approches de la frontière qui séparait les Élisyques de la tribu des Sordes.
L'importance commerciale de Pech Maho est bien attestée, dans les trois phases que l’étude des strates a permis de distinguer dans l’occupation du site, par un grand nombre de céramiques d'importations issues d'Étrurie, de Grèce, de Campanie, d'Espagne, d'Asie Mineure, et qu'accompagnent des vases d'imitation fabriqués par les colons phocéens.
Ainsi s'expliqueraient les différences architecturales que l’on constate durant cette période entre Pech Maho touché plus tôt par le courant grec et les principaux oppidums de la région : emploi généralisé de la pierre à Pech Maho alors que le torchis reste en faveur à Mailhac et Ensérune, érection d'une enceinte savante sur le premier site seulement. Très nettes au VIe siècle av. J.-C. ces différences tendront à s'estomper au fur et à mesure que l'influence hellénique normalisera les techniques et certains aspects des modes de vie. Néanmoins, encore aux Ve et IVe siècles av. J.-C. Pech Maho paraît plus sensible à l’hellénisme. Le recours à l'écriture en alphabet grec demeure exceptionnel, il est vrai, mais d'autres influences sont perceptibles comme en témoigne la découverte dans l'habitat d'un petit chapiteau (ou autel ?) imitant l’ordre ionique.
Cette hellénisation relative de Pech Maho est surtout affirmée, en même temps que l'intérêt stratégique du site, par l'existence d'un puissant système défensif remontant dans ses parties principales au VIe siècle av. J.-C. Ses caractéristiques les plus évidentes dégagent une impression d’ingéniosité technique impliquant une connaissance parfaite de l'art de la défense, notamment via la mise en place de lignes de défenses successives combinant fossés et courtines multiples.
Puissamment retranché derrière ses remparts, l’oppidum n'en a pas moins connu des vicissitudes diverses qui sont sans doute la conséquence de sa position dans une zone frontière. Il est l’objet vers la fin du IIIe siècle av. J.-C. d'une destruction brutale à laquelle il n'a pas survécu. On sait que la plupart des oppidums de la région ont connu le même sort au même moment, qu'il s'agisse des autres postes-frontières des Corbières ou bien des agglomérations principales comme Montlaurès ou Ensérune. Cependant la vie n'a pas cessé sur les oppidums de la périphérie ; Montlaurès et Ensérune, au contraire, relevées de leurs ruines, subsistèrent jusqu'à la romanisation.

## Stratigraphie

### Pech Maho I
575/550-475/450 av. J.- C.
Une première période a été reconnue sur deux niveaux successifs, qui couvrent l’intervalle milieu du VIe siècle av. J.-C. – milieu du Ve siècle av. J.-C.
Les vestiges architecturaux attribuables à cette première période demeurent peu nombreux, et concernent principalement le système défensif. Il faut situer dès le milieu du VIe siècle av. J.-C. le creusement d’un fossé protégeant sur une longueur de près de 120 m le secteur S-SE du site, soit le côté le plus vulnérable de l’oppidum.
La chronologie de l’enceinte intérieure primitive demeure problématique, mais un premier état de cette construction, repéré sur 2 m de haut, semble également se rapporter à la même période. Sur la terrasse ainsi formée entre les deux lignes de défense ont été mises au jour des structures d’habitat de plan rectangulaire de la seconde moitié du VIe siècle av. J.-C., construites en adobe sur solin de pierres.
Le niveau inférieur, diversifié en 2 strates secondaires, recouvre partout le sol naturel. La fouille a extrait de cet horizon des importations étrusques, ioniennes, attiques et puniques, associées à des poteries non tournées de type Cayla II.

### Pech Maho II
475/450-325/300. av. J.- C.
L’habitat est reconstruit selon un plan préétabli marqué par un changement d’orientation, sans qu'il y ait eu apparemment abandon du site. La construction en adobe sur solin de pierre est alors généralisée.
Le système défensif est remanié. Le rempart intérieur est reconstruit selon un tracé différent. L’enceinte principale est reconstruite, et considérablement renforcée, en particulier vers l’Est où plusieurs parements successifs ont été aménagés afin de compenser la poussée des terres.
Durant cette phase, l’habitat s’organise en plusieurs îlots séparés par des rues, selon un plan préétabli relativement irrégulier. La forme des îlots est déterminée, parfois, par les limites physiques de la zone à bâtir (plus précisément par la forme triangulaire de l'oppidum) et, au Sud, par le tracé du rempart. L'ensemble de ces conditionnements crée parfois des îlots à plan assez irrégulier, comme dans le cas de l’îlot I. Par contre, les îlots centraux (II et III) se développent de manière plus libre et présentent de ce fait des plans plus réguliers.
Le site s'organise en fonction d'une grande rue de tracé nord-sud (rue 1), qui permet l'accès à l'intérieur de l’oppidum à travers la porte principale, et de plusieurs autres rues parallèles (rue 3) ou perpendiculaires (rues 2 et 4) à celle-ci.
On ne décèle aucun changement fondamental dans le mode de vie, mais une évolution normale: ainsi, on assiste à une raréfaction progressive de la céramique modelée à la main, tandis que se généralise l'emploi du tour; la meule rotative remplace peu à peu le broyeur. Cette phase est caractérisée par des apports attiques, massaliotes, ibéropuniques et précampaniens.

### Pech Maho III
325/300-225/200 av. J.-C.
Cette période est à l’heure actuelle la mieux documentée ; le plan de l’habitat subit alors peu de modifications ; on observe une continuité en ce qui concerne les rues et l’organisation des îlots. Les maisons sont rehaussées, ne faisant l’objet que de remaniements ponctuels. Le système défensif est renforcé par endroits, avec notamment un avant-mur mis en place en avant de l’enceinte principale (ou enceinte archaïque), de sorte que la fortification se présente alors sous l’aspect d’une succession de murs étagés en terrasses. Une tour monumentale curviligne est édifiée dans la partie orientale des défenses et servait à protéger un accès charretier longeant la fortification sur plusieurs dizaines de mètres, d'Est en Ouest, tandis qu'un nouveau fossé est implanté en avant de cette terrasse d'accès.
Cette fois encore le fond de la population n'a pas changé et les formes de vie restent identiques, mais il faut noter l'emploi désormais fréquent de l’écriture ibère, et beaucoup plus rarement de l’alphabet grec. Au demeurant, les relations avec la péninsule ibérique s'intensifient, ainsi qu'en témoignent des séries très variées de céramiques ampuritaines, d'amphores ibériques ou puniques. Mais les apports italiques n'en restent pas moins considérables: les céramiques campaniennes et les amphores gréco-italiques parviennent en grand nombre sur l'oppidum.
Les conditions particulières ayant présidé à l’abandon du site, en l’occurrence une destruction brutale survenue à la fin du IIIe siècle av. J.-C., ont favorisé la conservation du dernier niveau d’occupation.

### Pech Maho IV: Destruction et abandon
225/200-200/175 av. J.-C.
Les fouilles programmées de 2004 à 2011 ont amené les chercheurs à donner la dénomination « Pech Maho IV » à cette brève phase qui suit la destruction brutale du site, et au cours de laquelle se produiront des événements particuliers: banquets, sacrifices de chevaux, bûchers héroïques.
La destruction presque totale de l'oppidum intervenue à la fin du IIIe siècle av. J.-C. pourrait être mise en relation avec la deuxième guerre punique ayant opposée Rome à Carthage. Cette guerre aboutit au contrôle par Rome du Levant espagnol et du Languedoc occidental. Autre hypothèse, une destruction du site de Pech Maho par les Volques.
Peu avant -200, la place forte est anéantie systématiquement, après de violents combats dont on retrouve les traces dans tout l'horizon supérieur: mobiliers saccagés, maisons incendiées, remparts démantelés... Le site est attaqué et largement détruit par incendie, œuvre d'un agresseur possédant des machines de jets. Des boulets et traits de catapulte retrouvés dans les niveaux de destruction de l'oppidum en sont un indice probant.
Après la destruction, le lieu est déserté mais très vite, de nombreuses personnes reviennent à Pech Maho. Une approche stratigraphique a permis d'établir le scénario d'une activité post-destruction et de nombreuses découvertes issues des récentes fouilles viennent l'étayer. Les fouilles menées depuis 2004 sous la direction d'Eric Gailledrat, par une équipe pluridisciplinaire associant entre autres Armelle Gardeisen, archéozoologue et Henri Duday, archéothanotologue, ont permis de mettre au jour une pratique originale : elles ont révélé les traces de rituels mêlant sacrifices animaliers, banquets et crémation de dépouilles humaines, portant armes, habits et bijoux, en l'honneur de personnes vraisemblablement mortes lors des combats.
En plus d'amas de cendres mêlés de restes de nourriture et de céramiques brisées laissant penser à un grand banquet, les archéologues ont découvert les traces de massacre de plusieurs dizaines de chevaux (d'âge mature, ce qui dénote un choix très clair quand on connaît la place accordée au cheval à l'époque). Les méthodes de découpe sont particulièrement violentes et se distinguent de simples gestes de boucherie. Un corps humain a été associé à ces restes : sacrifices ? Un bûcher est également installé dans le périmètre de l'habitat aménagé après destruction, où une dizaine d'individus est incinérée. Ces morts qui étaient habillés, parés et accompagnés de mobiliers divers, ont reçu un traitement funéraire comparable à celui en vogue en Languedoc au second âge du Fer (Ve siècle av. J.-C.-IIe siècle av. J.-C.). Ce traitement n'en demeure pas moins original : l'incinération est ici collective et il n'y a pas de prélèvement des restes destinés à être disposés dans des tombes. L'ensemble de ces manifestations s'inscrit dans un intervalle de temps très court et il est certain que le site n'est plus véritablement habité après sa destruction -le site aurait reçu de rares visites au cours des décennies suivantes avant d'être complètement oublié-. Les sacrifices de chevaux et les banquets ont probablement été réalisés préalablement à la sépulture multiple. Par leur caractère inédit, ces événements sont difficiles à nommer mais ils viennent véritablement clore l'histoire de Pech Maho, dont le souvenir à ses héros ne tardera pas à s'estomper, mettant un terme définitif à l'occupation de l'oppidum qui disparaît donc prématurément avant la conquête romaine. Ainsi, Pech Maho n'est pas un simple sanctuaire mais devient peut-être un hérôon : un édifice considéré comme le tombeau d'un héros, d'un mortel déifié, à qui on rend un culte.
Le site semble avoir été volontairement enseveli par des remblais à l'époque romaine, laissant supposer une action délibérée afin d'en effacer le souvenir.
Cette destruction et l'exode de la population coïncide avec les guerres puniques qui opposent Rome et Carthage auquel se sont alliés les Volques, nouvellement arrivés dans la région. Ensuite la région verra s'établir les Romains qui vont faire de Narbonne leur préfecture depuis laquelle ils vont dominer la Gaule narbonnaise.

## Architecture
Les vestiges architecturaux se composent d'un système défensif comprenant remparts successifs, fossés et porte charretière et d'un habitat comprenant maisons d'habitation, dépôts de vivre, rues, places et constructions cultuelles.

### Remparts
L'oppidum de Pech Maho répond parfaitement au type dit de l’éperon barré. Défendu naturellement par la Berre et l’étang, il était protégé du côté Sud, sur une longueur d'environ 200 mètres, par plusieurs remparts. Dans le secteur Sud-Est (long : 120 m environ) le plus vulnérable, les remparts sont précédés par un fossé. Au total, 4 défenses s'y succèdent. Œuvre hybride, associant un appareil rustique à une technique d'inspiration hellénique, les remparts de Pech Maho paraissent avoir été construits sous la direction d'un ingénieur indigène initié à la poliorcétique grecque. Comme les remparts d'Ullastret (Gérone), mais avec moins de perfection, ils représentent un type intermédiaire entre l’enceinte hellénique de Saint-Blaise et les défenses indigènes d'Ensérune.

#### Le fossé
Aménagé dès le VIe siècle av. J.-C., il a été partiellement reconnu; il mesure de 20 à 28 mètres de largeur pour une profondeur maximum de 4 mètres; celle-ci va en diminuant, d'Ouest en Est, en liaison avec la configuration du terrain. À l'extrémité orientale, où le retranchement ne constituait plus un obstacle suffisant, se dressent des alignements de pierres destinés à entraver les mouvements de l'attaque. Plantées à peu près en quinconce, ces pierres, dont l’écartement est variable (1 m en moyenne), émergent de 30 à 40 cm au-dessus du sol. Il s'agit là d'un système de défenses accessoires pour ainsi dire unique en Gaule préromaine.

#### Premier rempart
Construit aux Ve et IVe siècles av. J.-C. comme les autres murs de défense en appareil irrégulier (hauteur max. : 2,50 m), il fait place dans la zone Sud-Est à un talus en cailloutis, haut de 2 m, taillé à la verticale. Ce rempart naturel sert de substrat à un bastion (8 m × 5,70 m hauteur 2,50 m) en saillie de 4 m dans le fossé.

#### Le rempart principal
Adossé à la colline, il a été bâti au VIe siècle av. J.-C. Dans sa partie centrale il forme une courtine de 14 m de développement, encore conservée sur une hauteur de 4,70 m. Cette courtine se compose d'un soubassement en "fruit" prononcé de 4 m de hauteur en moyenne, surmonté d'un mur vertical épais de 1,10 m, en partie démantelé. À chaque extrémité, s'élèvent deux tours carrées et massives, en saillie de 2 mètres, atteignant 4 mètres d'épaisseur, et de même élévation que le soubassement. À la base de la Courtine, on a rencontré des traces de sacrifices non sanglants indiquant qu'une cérémonie culturelle comparable aux rites de la consécration en usage chez les Grecs et les Étrusques avait accompagné l'érection de la muraille: cupules à libation, symbole solaire, inscription ibère... le tout gravé sur l'assise inférieure.

#### La défense intérieure
Au-delà du Rempart principal se présente une terrasse servant à l'évolution des défenseurs. La terrasse est limitée du côté intérieur par un dernier rempart (Ve siècle av. J.-C., IVe siècle av. J.-C.) que longe un couloir assurant la liaison entre l'habitat et le système défensif. Ce mur intérieur (H :  1 m en moyenne) se superpose à une enceinte primitive (H : 2 m) construite à la même époque que le rempart principal (VIe siècle av. J.-C.).

### La porte charretière
Elle s'ouvre dans le secteur Ouest du dispositif de défense. On distingue une entrée, mesurant 7,80 m de long et 3 m de large, au fond de laquelle se situait la porte proprement dite que l'on a retrouvée brûlée sur place. Son emplacement est occupé par 2 grands blocs en calcaire (long. 1,70 m et 1,62 m); la partie large de chacun de ces blocs laisse voir la crapaudine et un évidemment rectangulaire destiné à recevoir le chambranle, tandis que la partie étroite porte des traces d'usure produites par le passage, des roues. Il s'agissait d'une porte double de bois, pivotant vers l’intérieur sur un gond en fer.
Le caractère relativement évolué de cette porte se retrouve dans l’ensemble des précautions prises pour assurer sa défense: l'entrée qui la précède a été placée en oblique entre deux segments indépendants du rempart principal et flanqués à l’Ouest par un redan. Il ne subsiste plus de celui-ci que les assises inférieures. Du côté oriental, elle était protégée par la terrasse d'évolution et l’enceinte intérieure.

### L'habitat
Dans l’état des travaux, tout laisse supposer que l'on a affaire à un plan en forme d'éventail prenant pour base le dispositif de défense. Trois rues ont été en partie déblayées dans le quartier bas de l’Oppidum ; partant des berges de la Berre, elles grimpent en direction du sommet, où selon toute vraisemblance, elles doivent recouper la rue Nord Sud qui prolonge l’entrée charretière. Un court tronçon de cette rue, parcourue par une canalisation longitudinale, a été mis au jour sur une longueur de 8 mètres. Au bout de cette distance il se croise à angle droit avec une seconde rue qui mène en direction de l’Est à un podium fait de gros blocs taillés, surmontant une sépulture à incinération. Un peu au-delà du croisement, se dresse la base d'un pilier, visible depuis l’entrée, probablement destiné à l’exposition de têtes coupées. Au second âge du Fer, les maisons desservies par les rues possèdent plusieurs pièces.

### Technique de construction
Elle est d'une homogénéité remarquable ; qu'il s'agisse des habitats ou des fortifications, et quelle que soit la période considérée, la base des murs est généralement édifiée en moellons de dimensions inégales, répartis en assises assez régulières. L'appareillage est rustique : pierres à peine dégrossies et jointes à la terre, éventuellement enduit d'argile. Exceptionnellement, les occupants ont utilisé des blocs de grandes dimensions, taillés et ajustés avec soin ; un tel appareil est visible dans l'entrée où son emploi trahit sans doute un certain souci décoratif, ainsi que dans la banquette cultuelle superposée à la dite tombe du chef.

## Découverte et fouilles
Découvert en 1913 par Henri Rouzaud, au cours de prospections, le site a fait l'objet des premières investigations en 1938 (sondages dans la partie occidentale) sous l'impulsion de J. Campardou, Président des «Amis du Vieux Sigean».
L'exploration systématique date de 1948 et a pris de l'ampleur en 1950 grâce à l'appui de la Direction des Antiquités de Montpellier. Jusqu'en 1956 Joseph Campardou assisté de Yves Solier puis Solier jusqu'en 1969 ont concentré leurs efforts  principalement sur le système défensif (rempart et fossé) l'habitat du secteur occidental et le quartier artisanal et commercial adossé a l'enceinte intérieure, -la présence d'un vignoble interdisant toute fouille d'ensemble au cœur de l'oppidum-. Conséquence du grand intérêt des fouilles, le site a été classé Monument historique dès 1961 (d'autres protections suivront en 1963) et acquis en 1968 par l'État (Ministère des Affaires Culturelles).
C'est dans le cadre d'un Projet collectif du Ministère de la Culture en 1998, que la documentation ancienne a été reprise (Gailledrat et Solier) et que de nouvelles fouilles ont démarré en 2004 sous la direction de Eric Gailledrat (CNRS). Au départ, cette campagne visait notamment à mieux caractériser l'occupation du site avant destruction et le déroulement de cette dernière. Les rituels survenus après la destruction étaient inconnus avant les fouilles programmées de 2004 à 2010.
L'ensemble de ces travaux ont permis de préciser la chronologie du site (trois périodes d'occupation) et les caractéristiques de l'urbanisme. De plus, ils ont mis en lumière l'importance des contacts avec le monde méditerranéen et la diversité des influences externes qui ont accompagné les échanges commerciaux. Tout indique que les «indigènes» de Pech Maho, relais maritime du négoce ampuritain et marseillais ont été perméables aux apports culturels helléniques et ibériques.

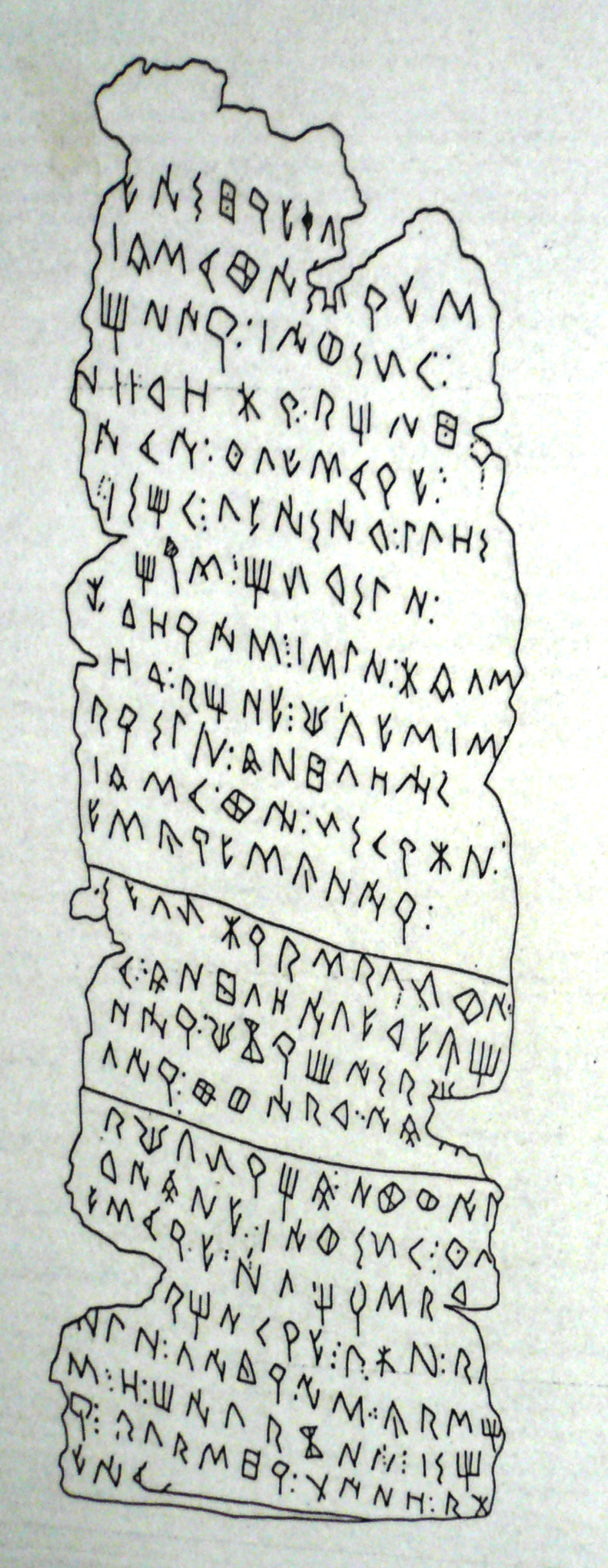
Transcription d'une inscription en écriture ibérique en trois sections, sur rouleau de plomb (Plomb 1). Trouvé à Pech Maho, conservé au Musée de Sigean

À ce titre, les chercheurs ont notamment fait la découverte d'un artefact épigraphique : le « plomb de Pech Maho ». Celui-ci apparaît sous la forme d'un petit objet de métal corrodé et dont l'aspect cylindrique résulte de l'enroulement d'une tablette. Il s'agit d'un plomb dénommé le « plomb de pech maho ». Les deux textes gravés sur l'objet sont: l'un en ionien, l'autre, court et en mauvais état, en étrusque,,.

Les analyses conjuguées de spécialistes en linguistique antique, tels que Michel Lejeune, Mauro Cristofani et Yves Sollier, indiquent que le texte étrusque du dit plomb mentionne deux personnes et qu'il y est question de mataliai, c'est-à-dire le nom de Marseille à la forme locative. Le texte grec gravé sur l'autre face du petit cylindre mentionne une transaction relative à un tonnage de biens et de marchandises,,. Le texte, endommagé, des deux premières lignes se lit: 
« ???t?[..]?p??at?[une à deux lettres manquent]p??[---pa?a t??]vac.// ?µp???t???.?p??at? te/[---]vac. »
— Pébarthe, Delrieux, 1999, La transaction du plomb de Pech Maho, pages 155 et 158.

Une traduction possible est: 

« Il a acheté une barque: (une partie de la marchandise) auprès des Emporitains tandis que l’autre l’a été (auprès de...) »

— Pébarthe, Delrieux, 1999, La transaction du plomb de Pech Maho, page 158.
Le site est actuellement visible avec des murs restaurés au béton. Il n'est pas libre d'accès au public, mais peut être visité accompagné d'un guide au départ du musée de Sigean qui rassemble des collections issues de ces fouilles.
Les campagnes de fouilles successives menées sur ce site archéologique depuis 1948 ont permis de dégager la majeure partie des remparts et des habitats d'un oppidum préromain et en particulier de mettre en évidence des derniers moments d'occupation de ce site qui a été abandonné brutalement après des événements dramatiques: destruction, incendie et vraisemblablement cérémonie commémorative. De ce fait le site a déjà livré une grande quantité d'informations, à l'instar, dans une moindre proportion, de Pompéi ou d'Herculanum.

### Mobilier
Le site de Pech Maho a livré un mobilier assez important : de nombreuses céramiques provenant des différents peuples méditerranéens avec lesquels ses habitants entretenaient des relations commerciales (Phocéens, Phéniciens, Puniques, Ibères, Etrusques, Campaniens, Massaliotes, Empuréens), dont certaines portent des inscriptions en écriture ibère, quatre rouleaux de plomb avec des textes en ibère pour certains et un rouleau avec sur une face une inscription en étrusque et sur l'autre en grec (ionien), des bijoux, des monnaies, des outils, des objets domestiques ainsi que des restes humains et animaux.

## Galerie

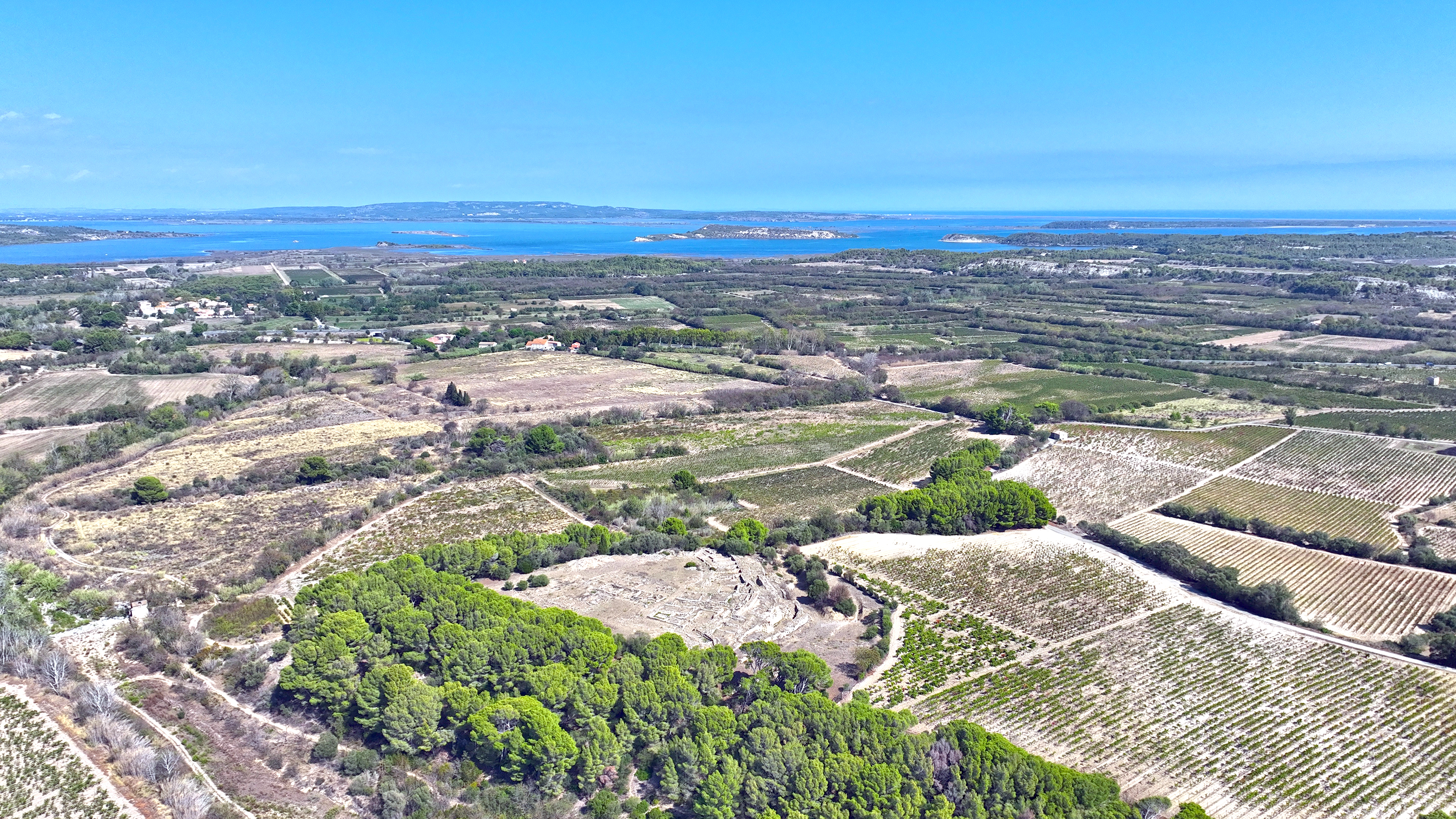

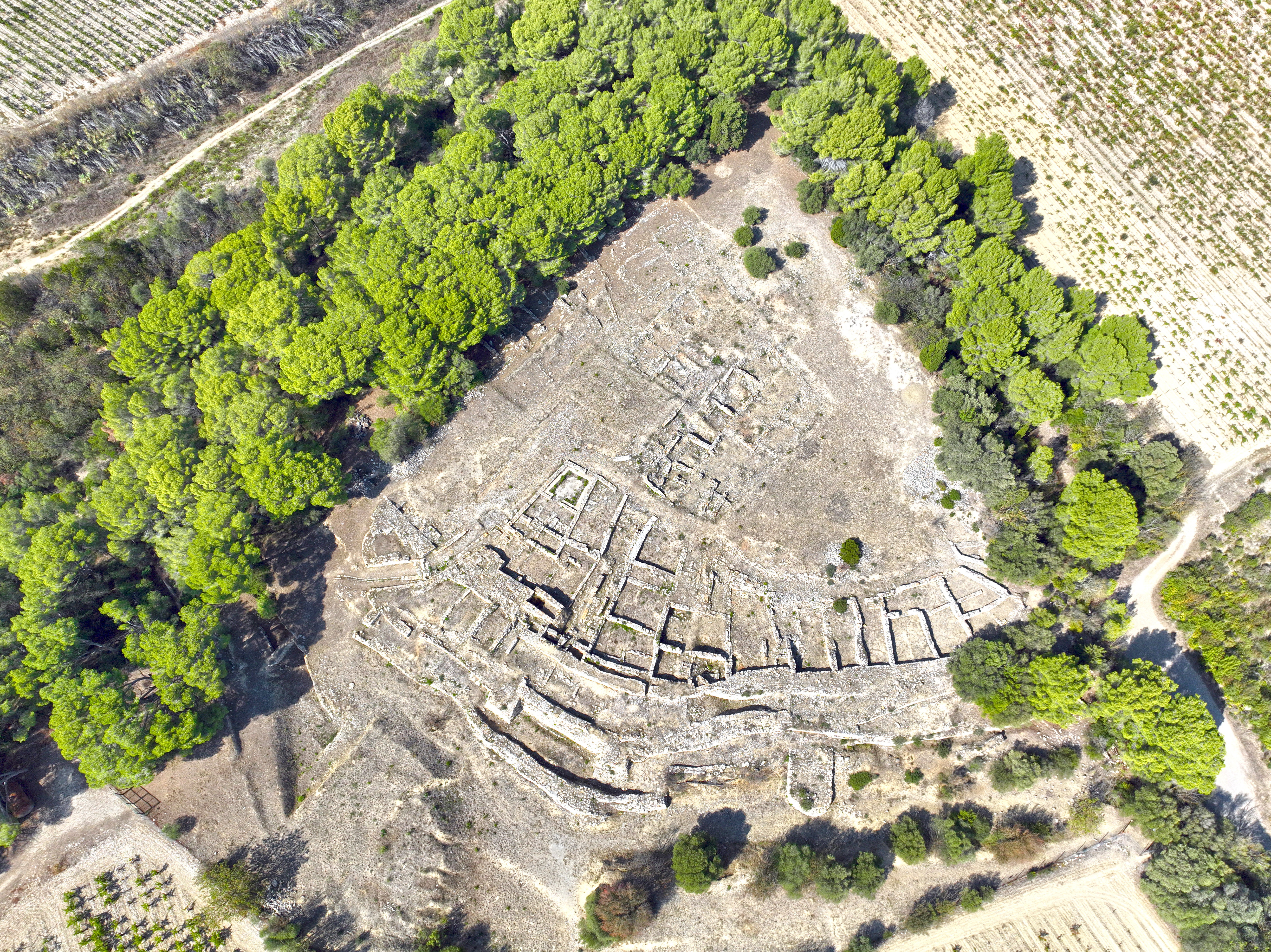

état du site lors des fouilles en 2011

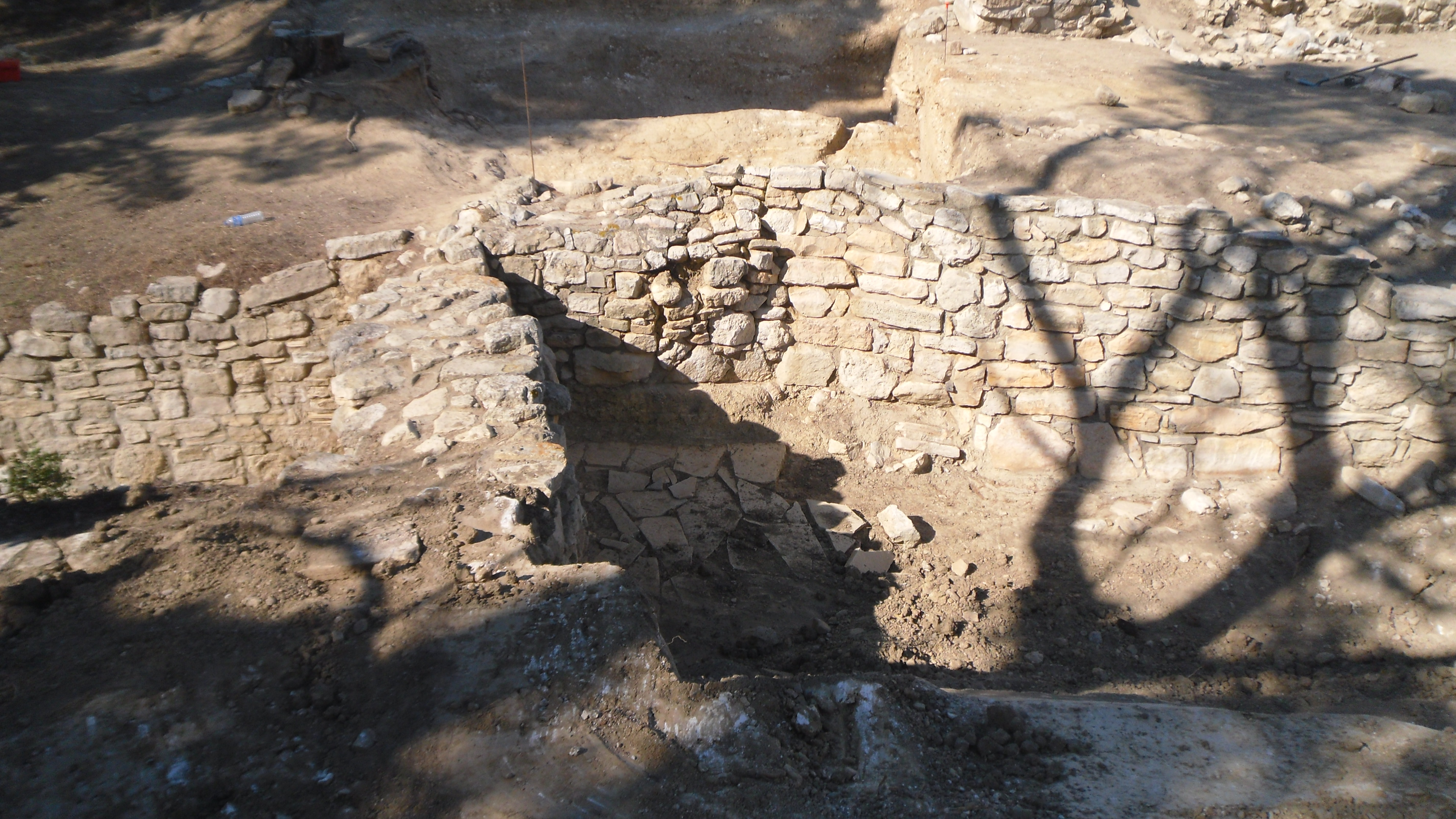
77/15
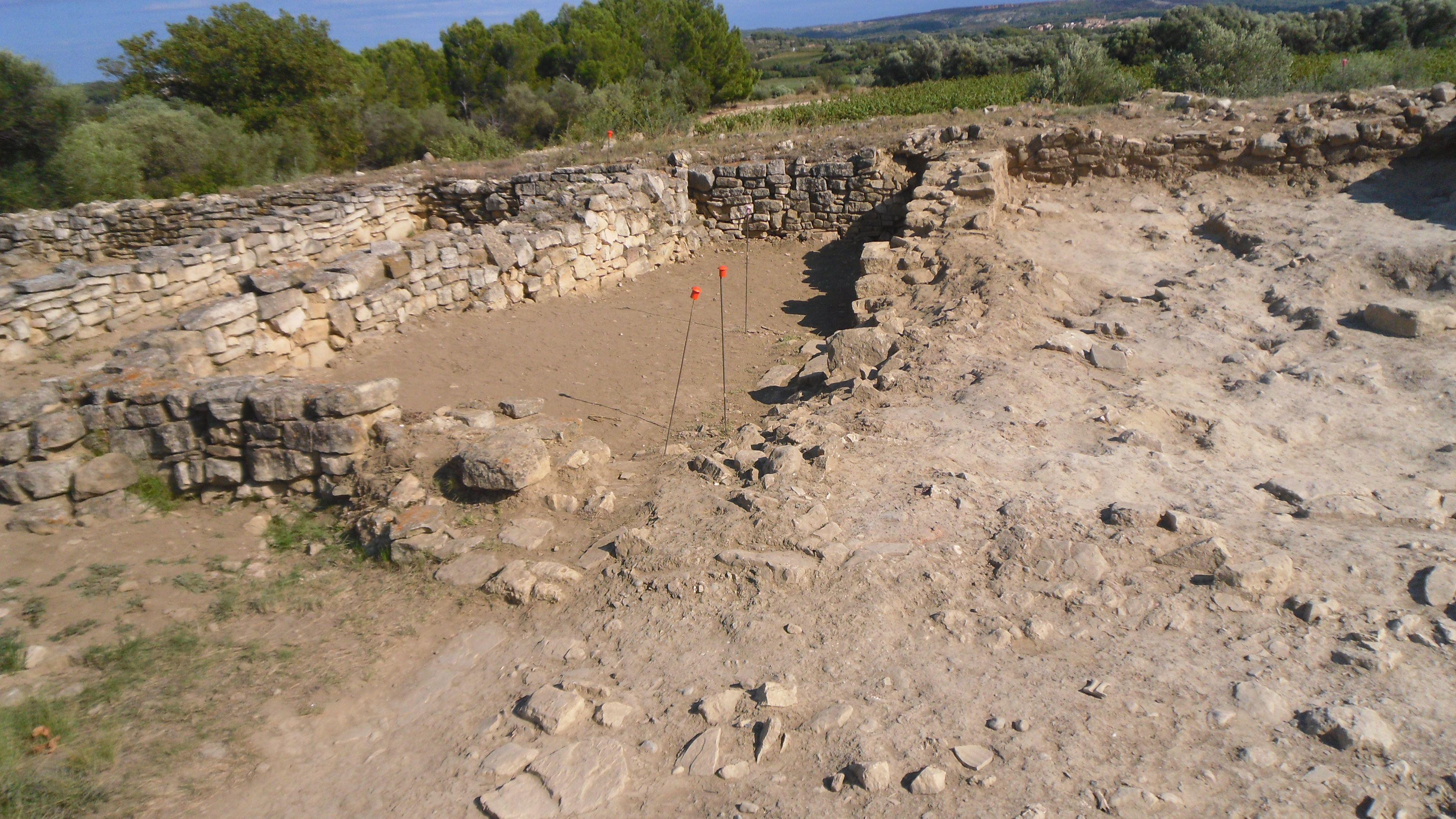
77/10-11
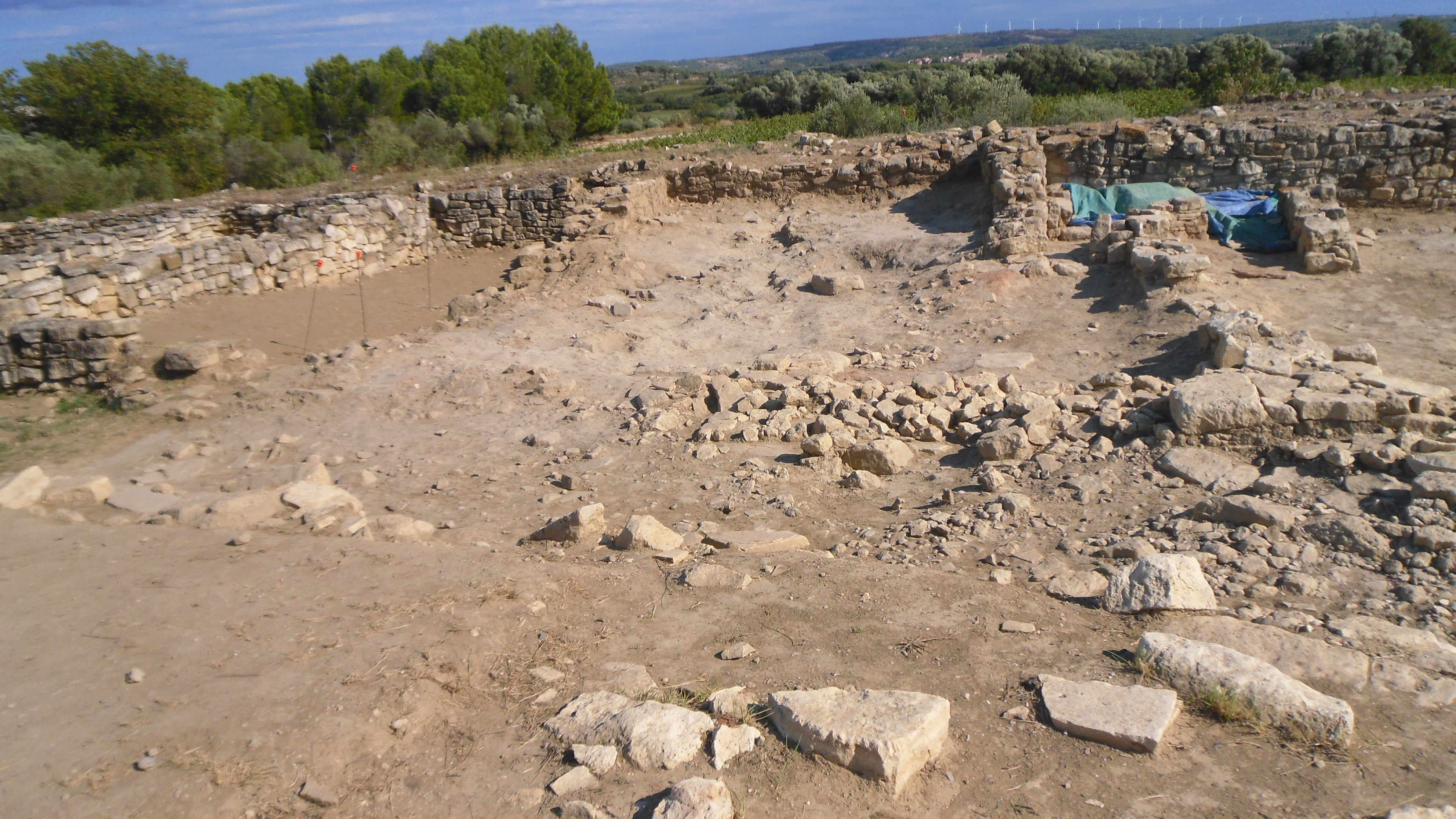
77/3-10
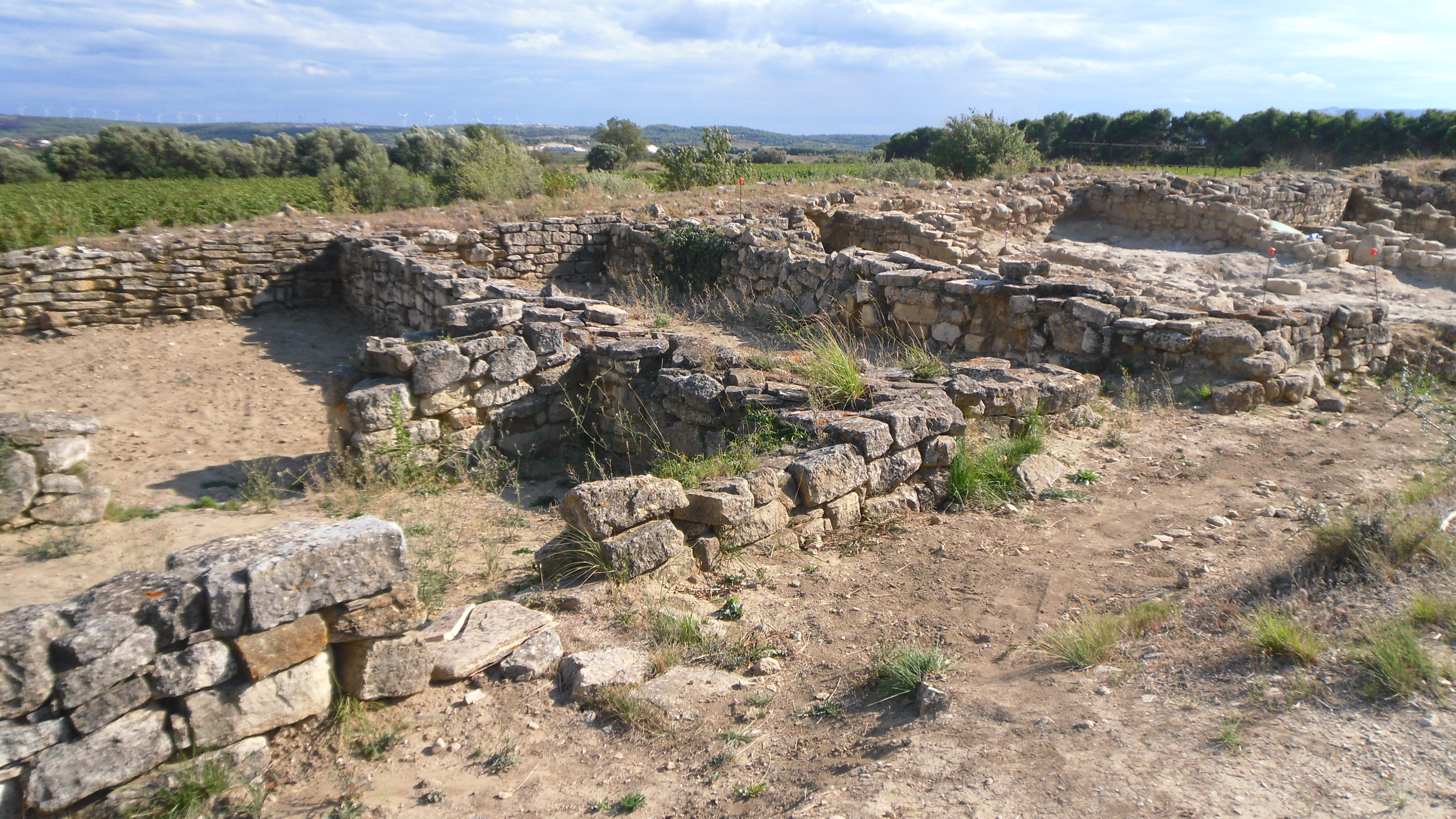
77/11-12-13
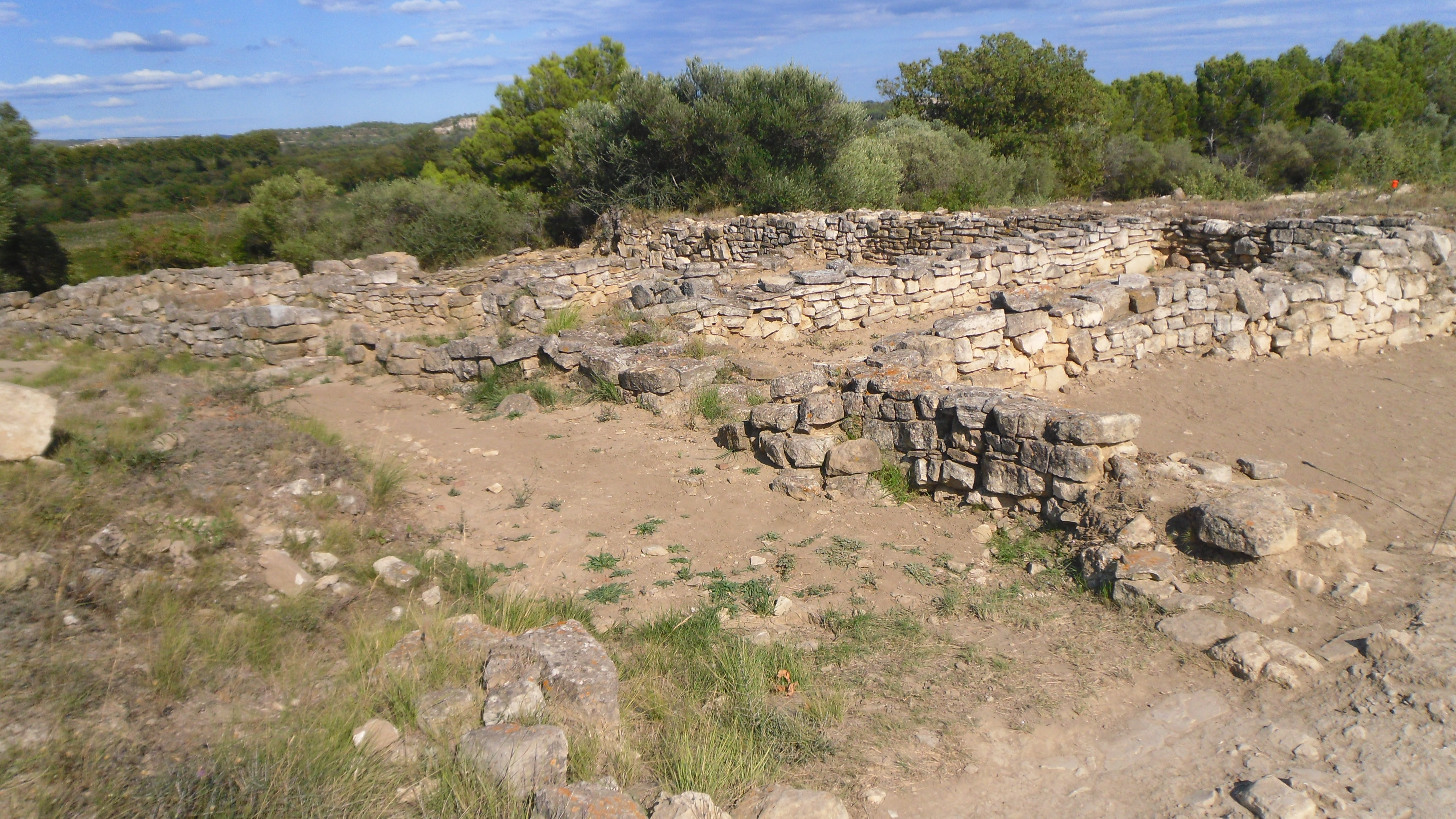
77/11-12-15
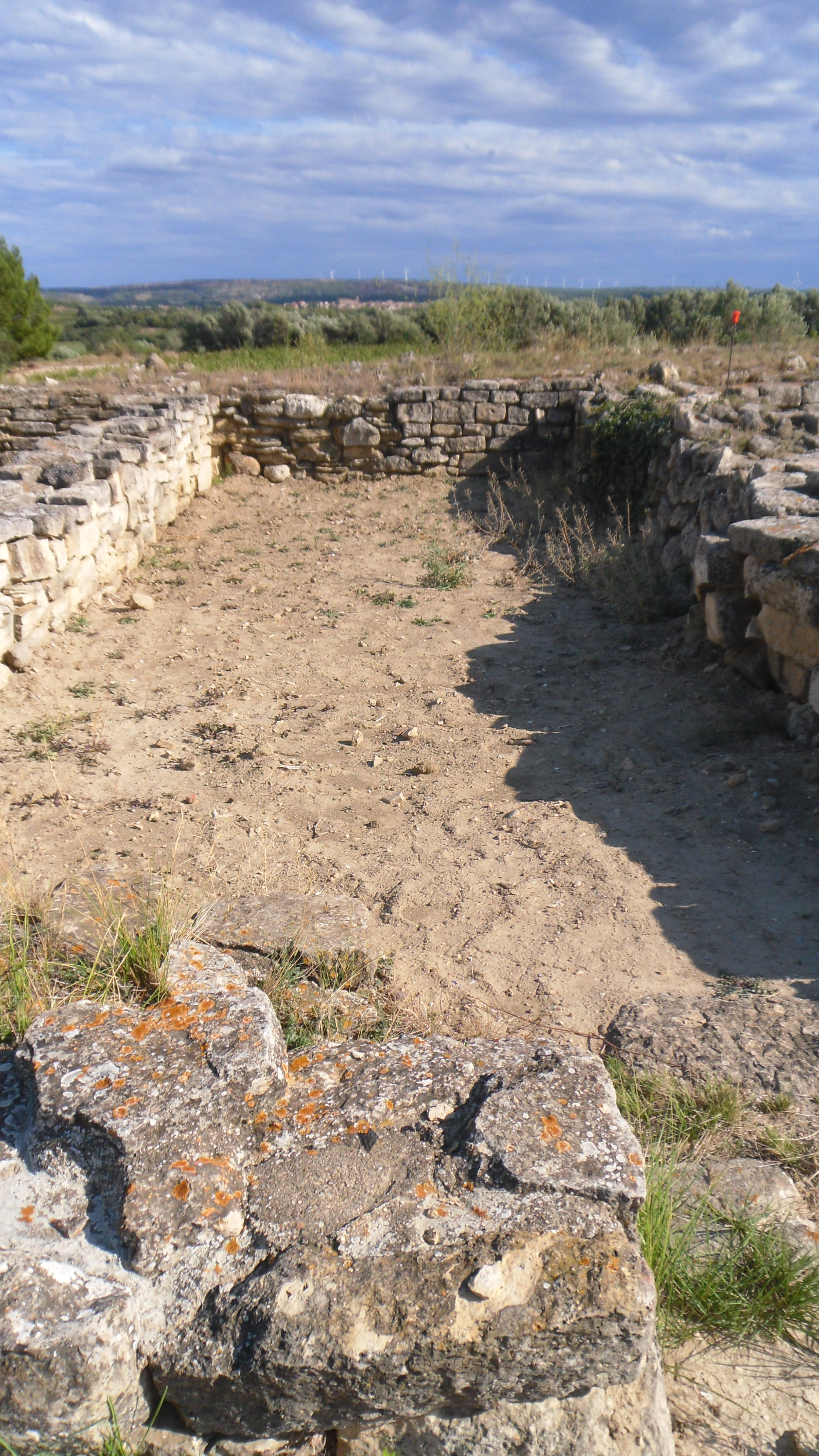
77/11
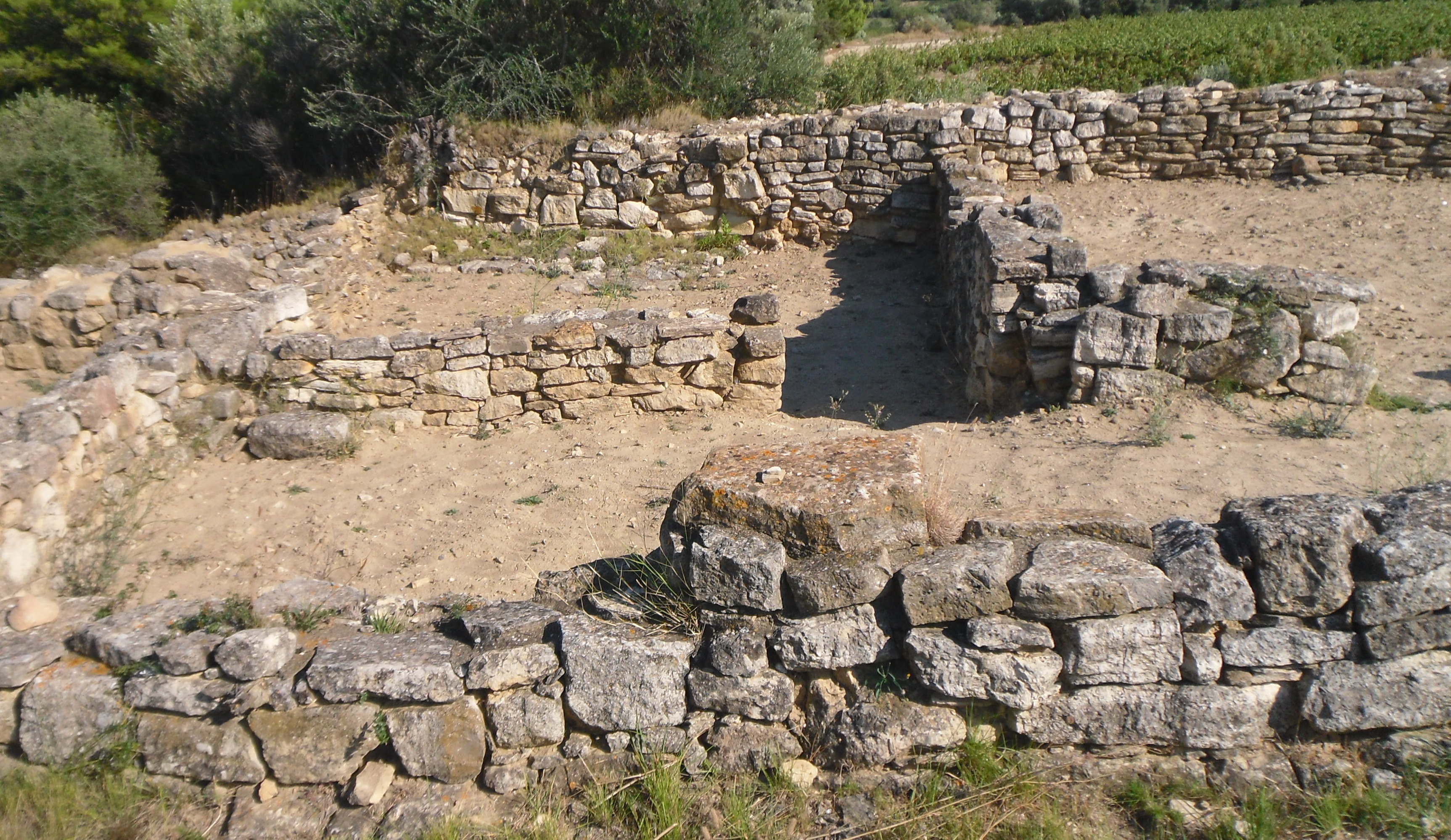
77/12-13
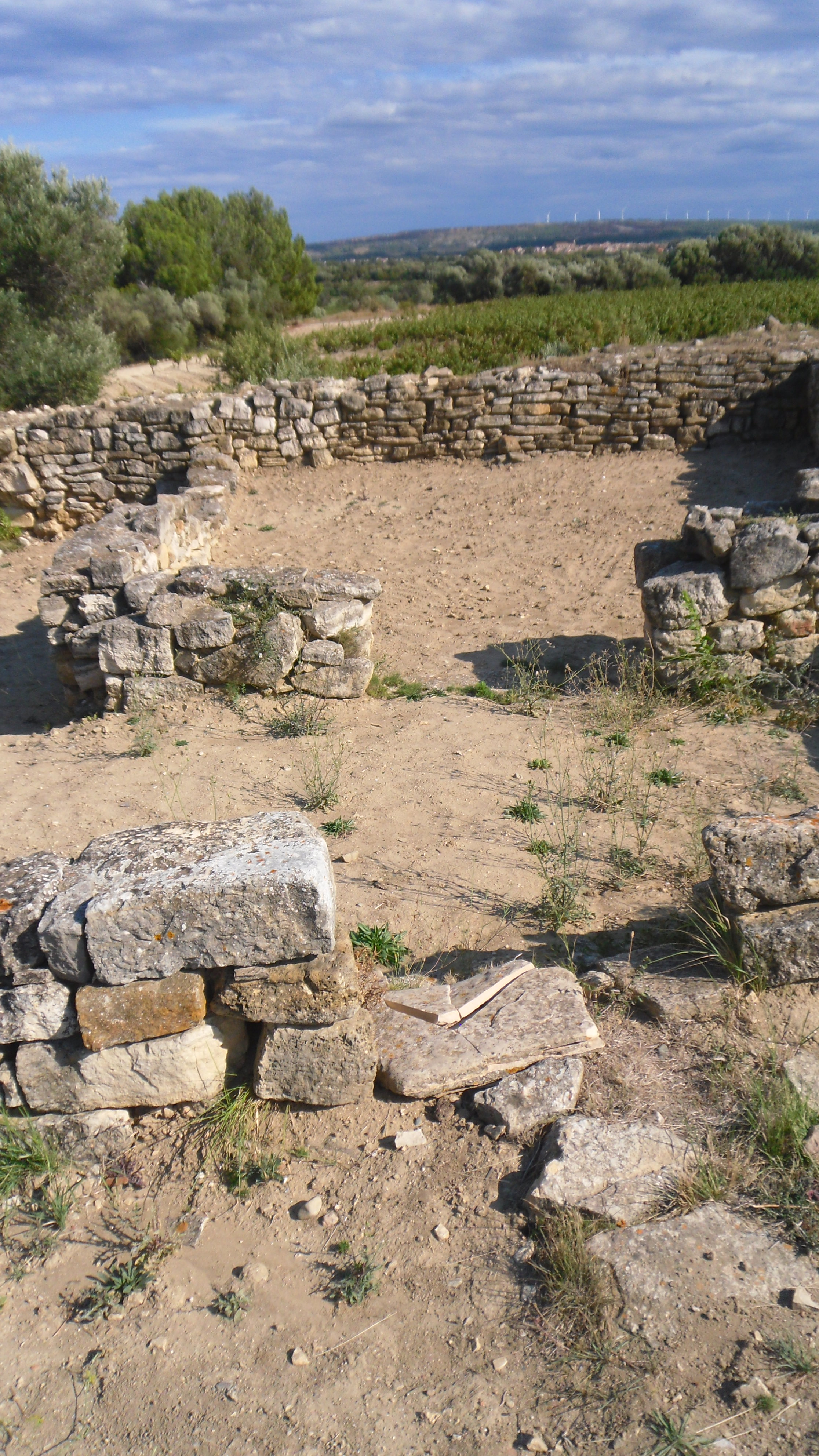
77/12-14
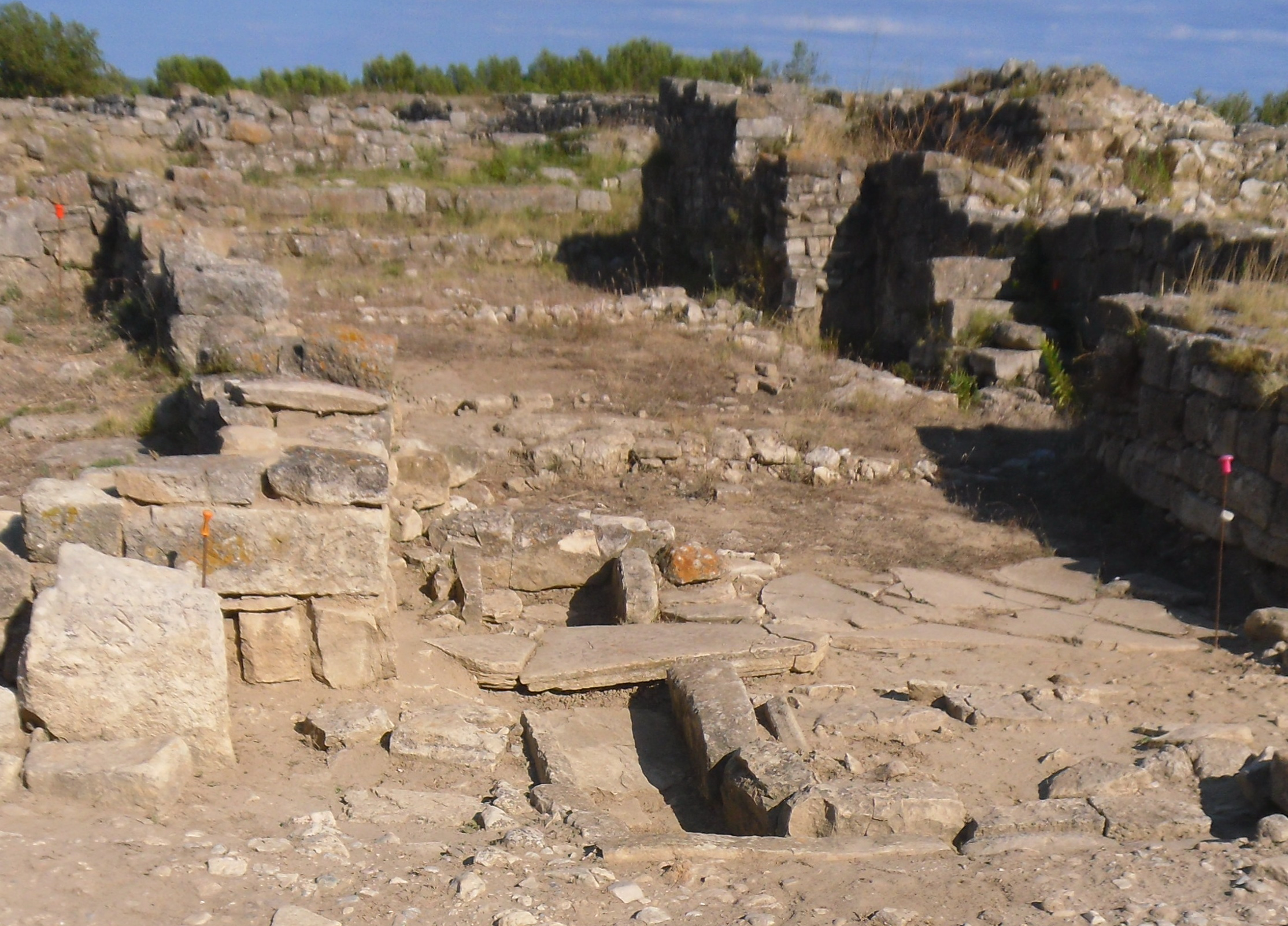
77/21
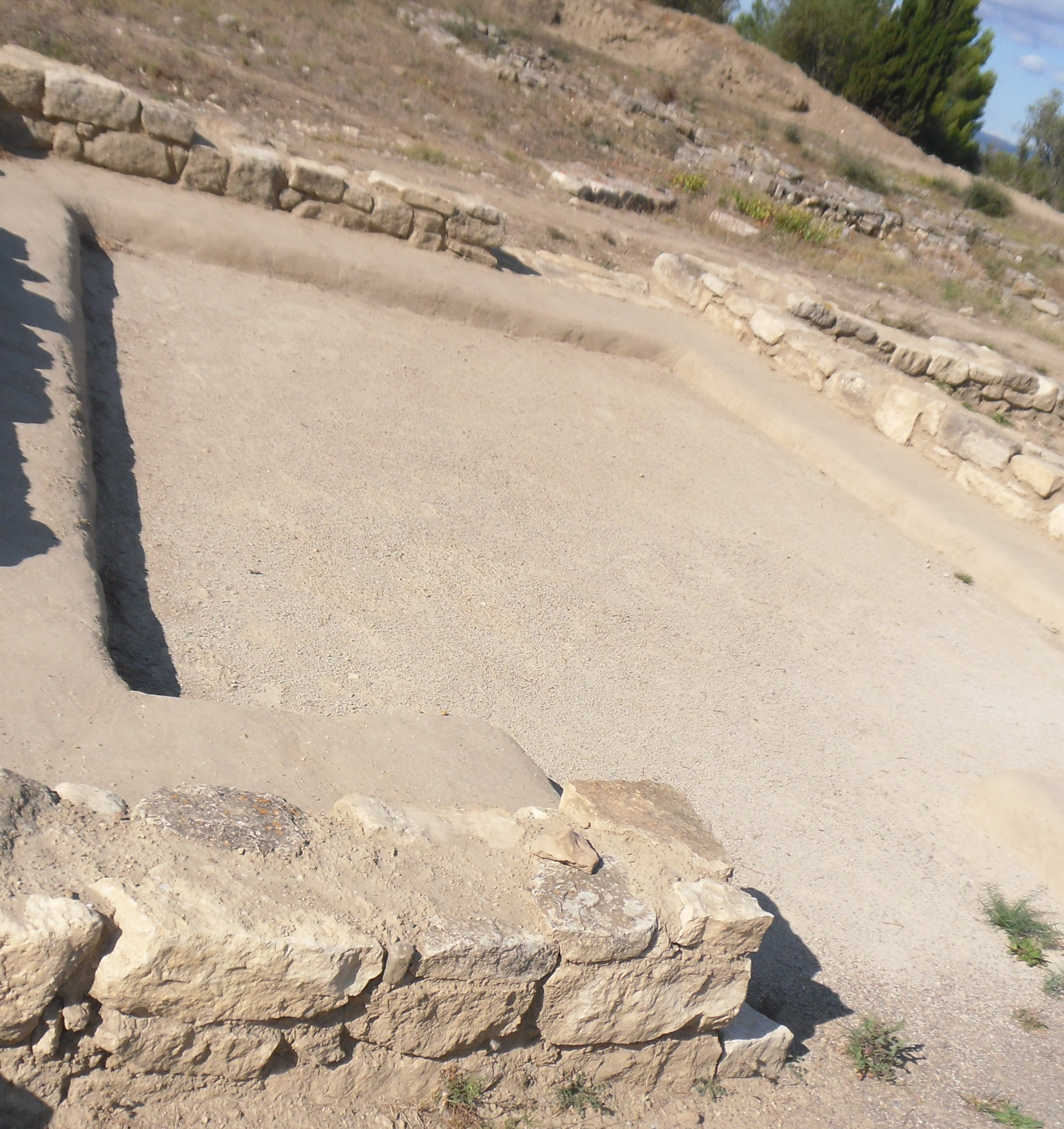
79/13
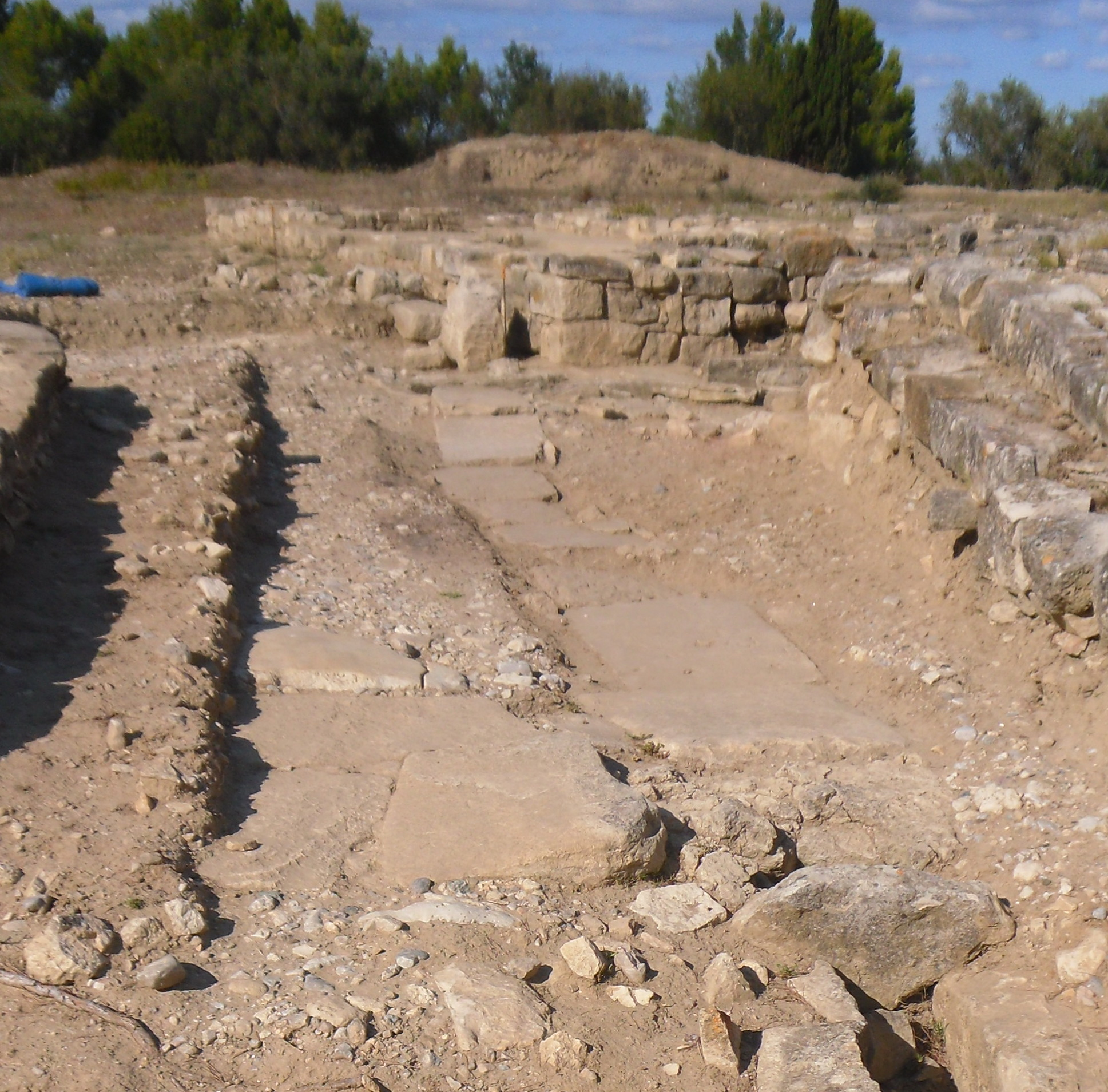
79/3
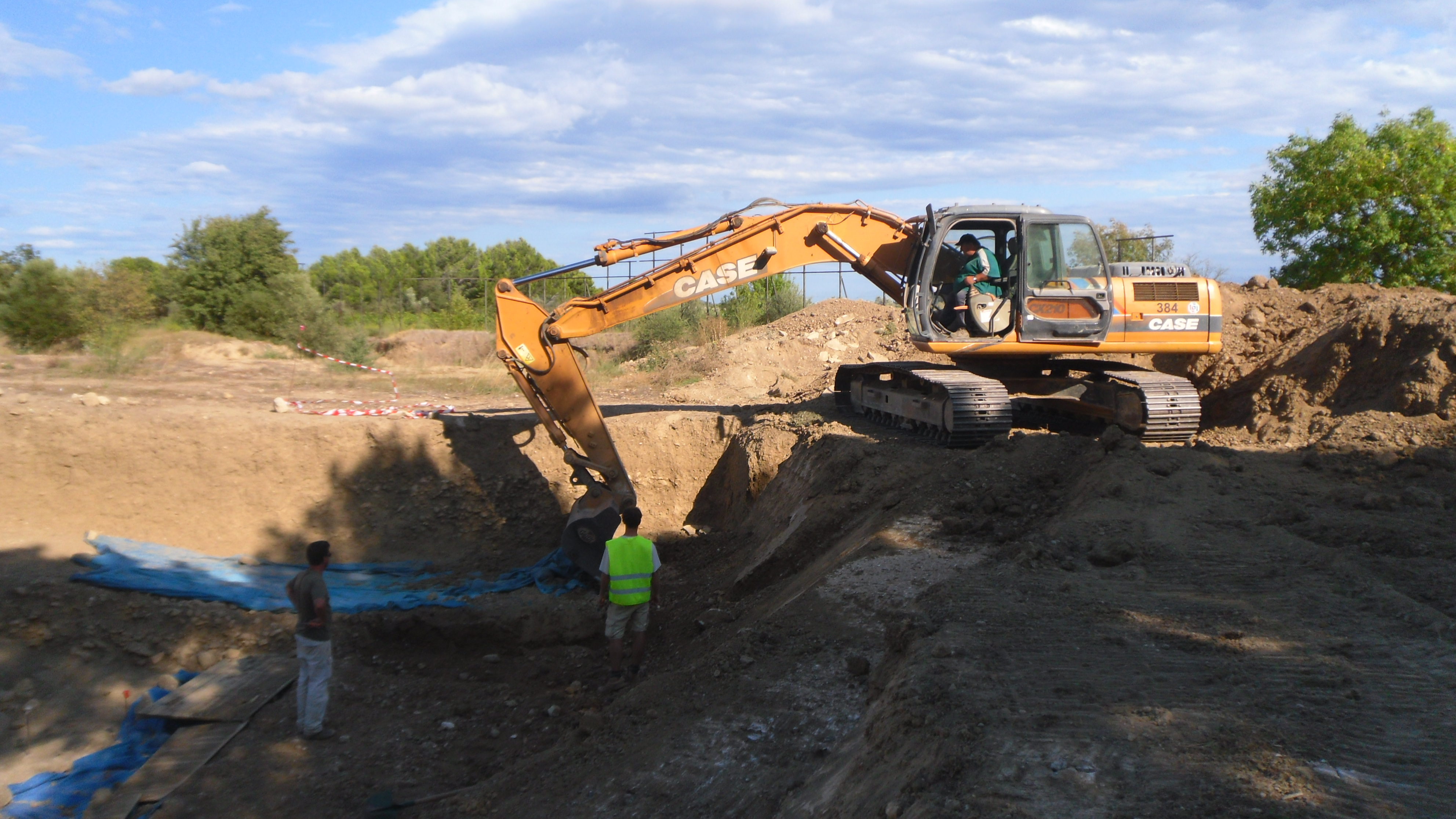
Excavation
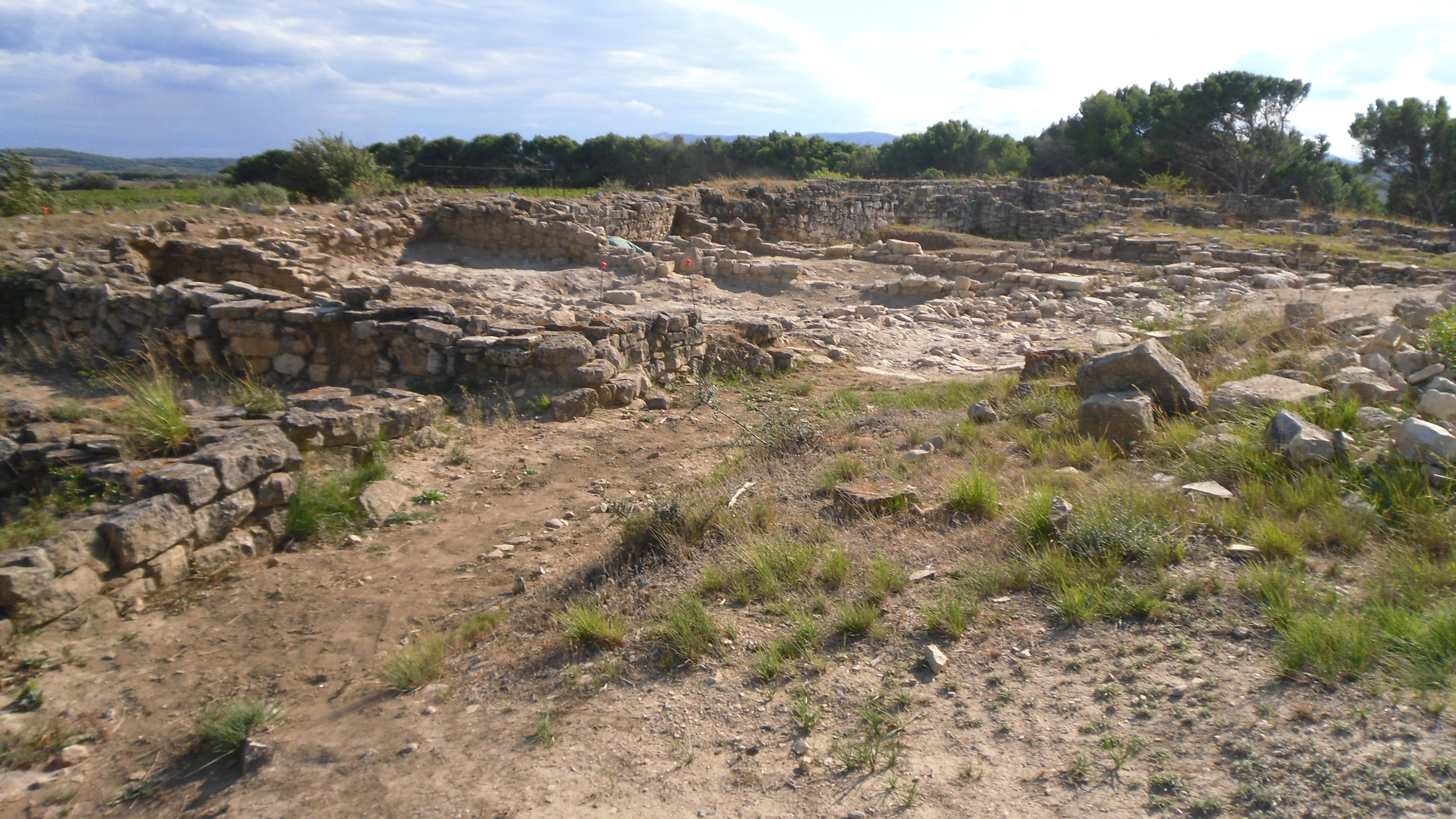
Ilot I 77/10
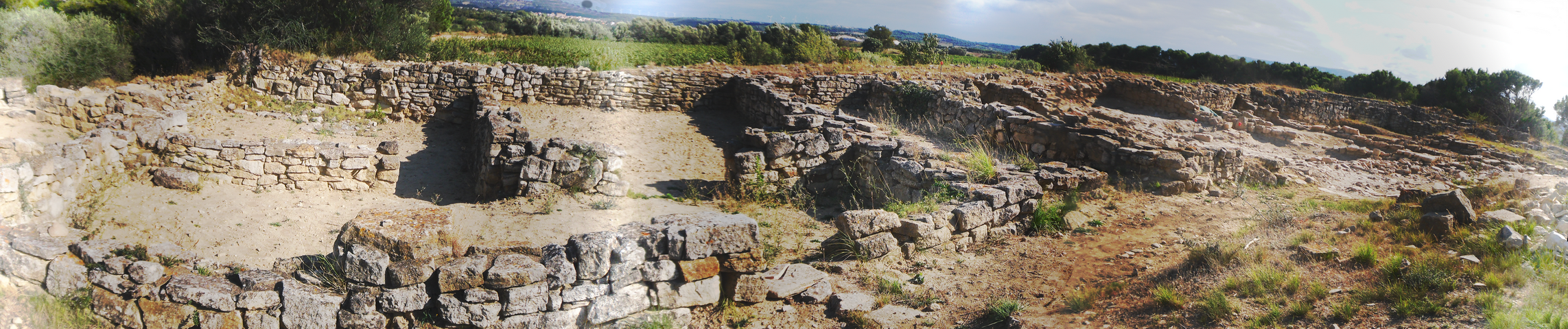
Ilot I
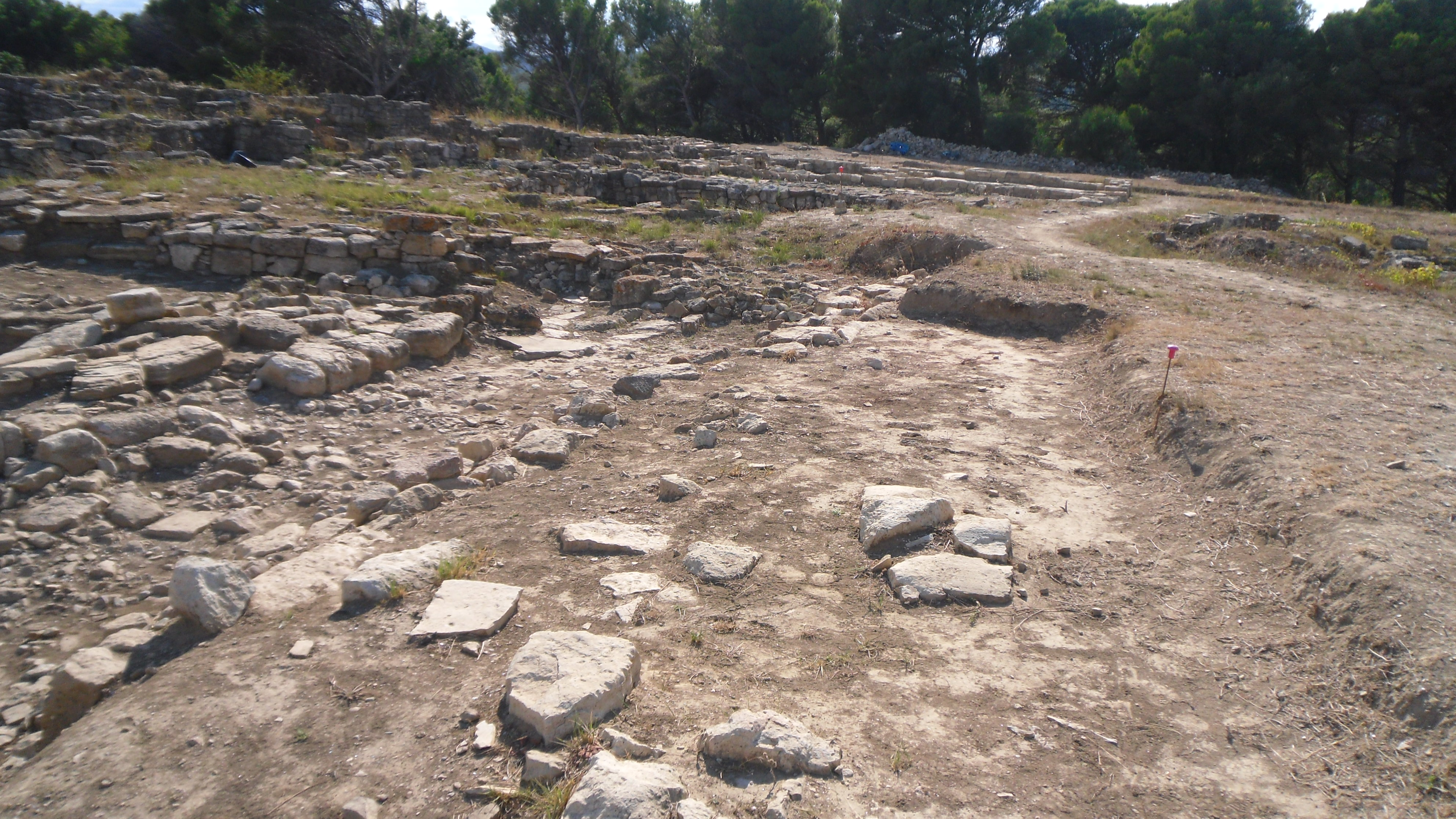
Ilot III
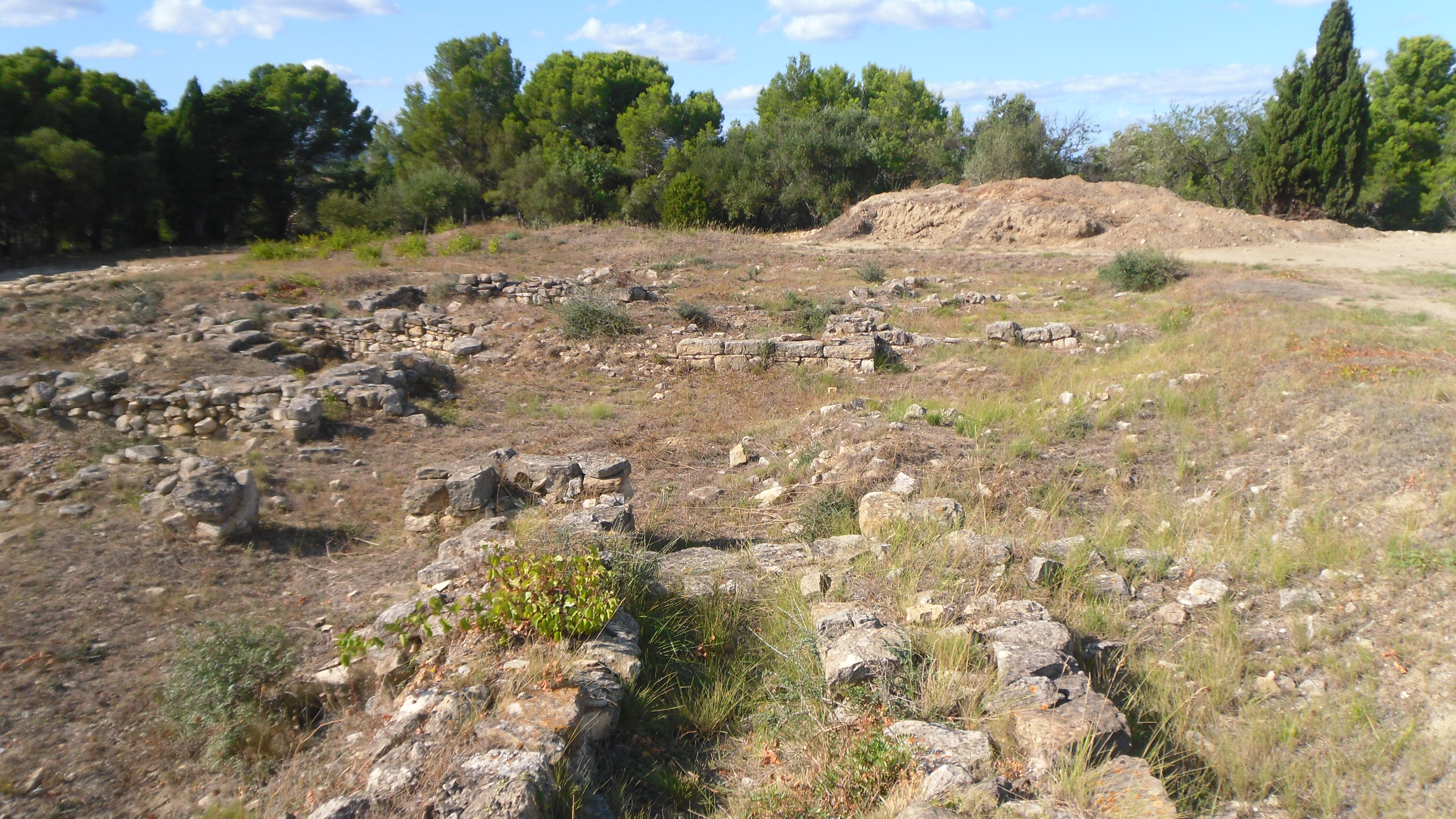
Ilot III
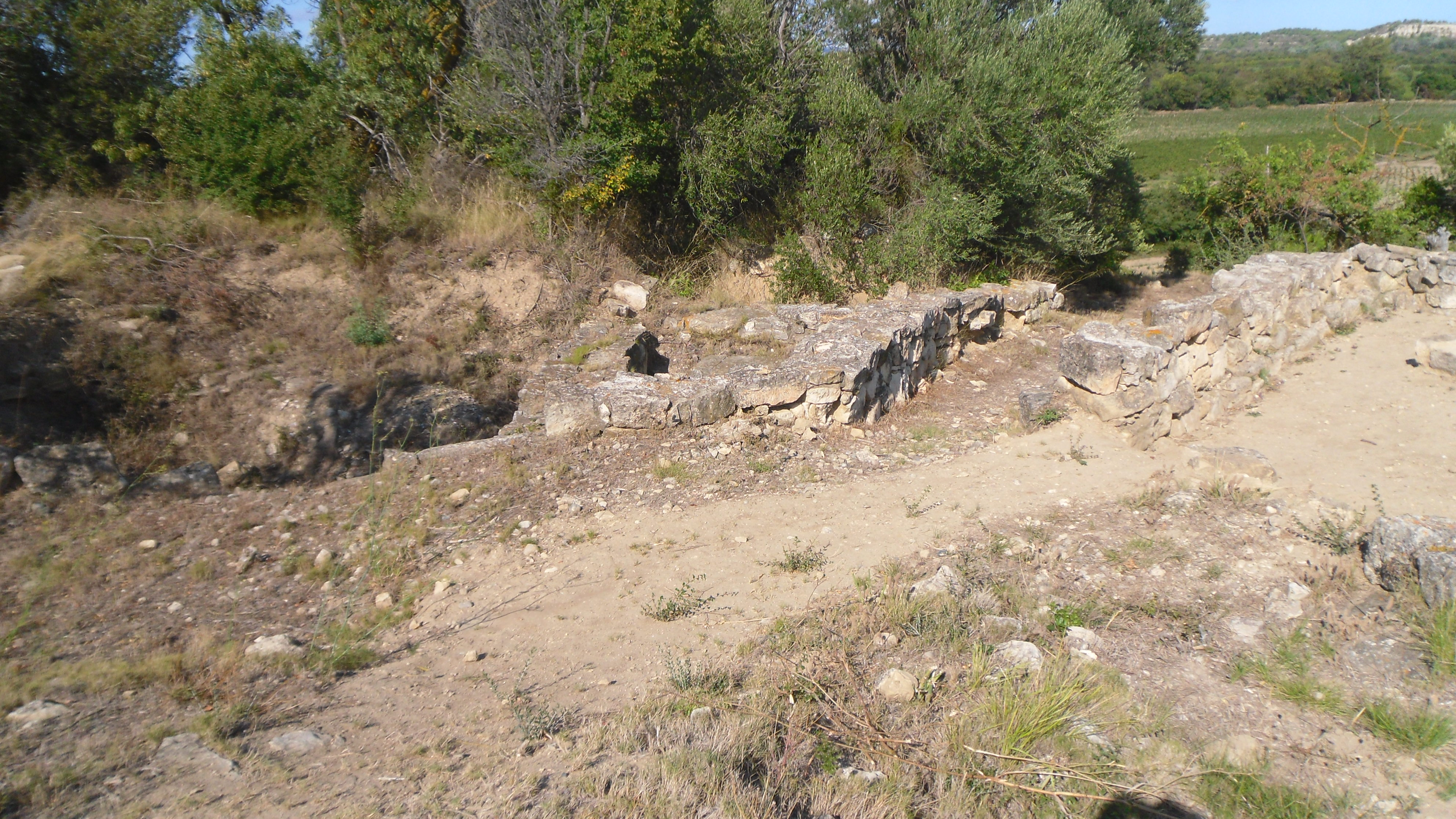
Ilot IX
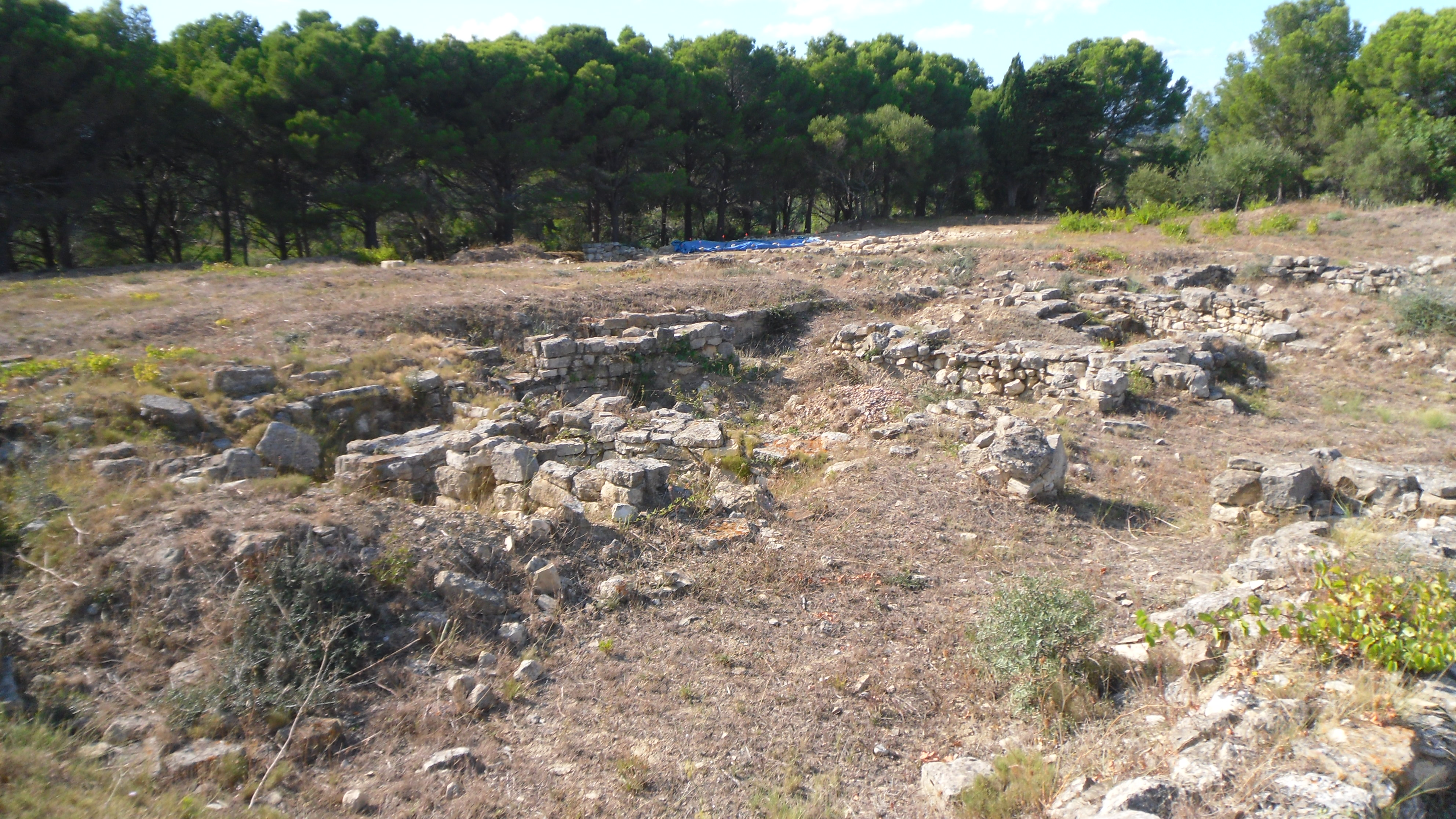
Ilot V
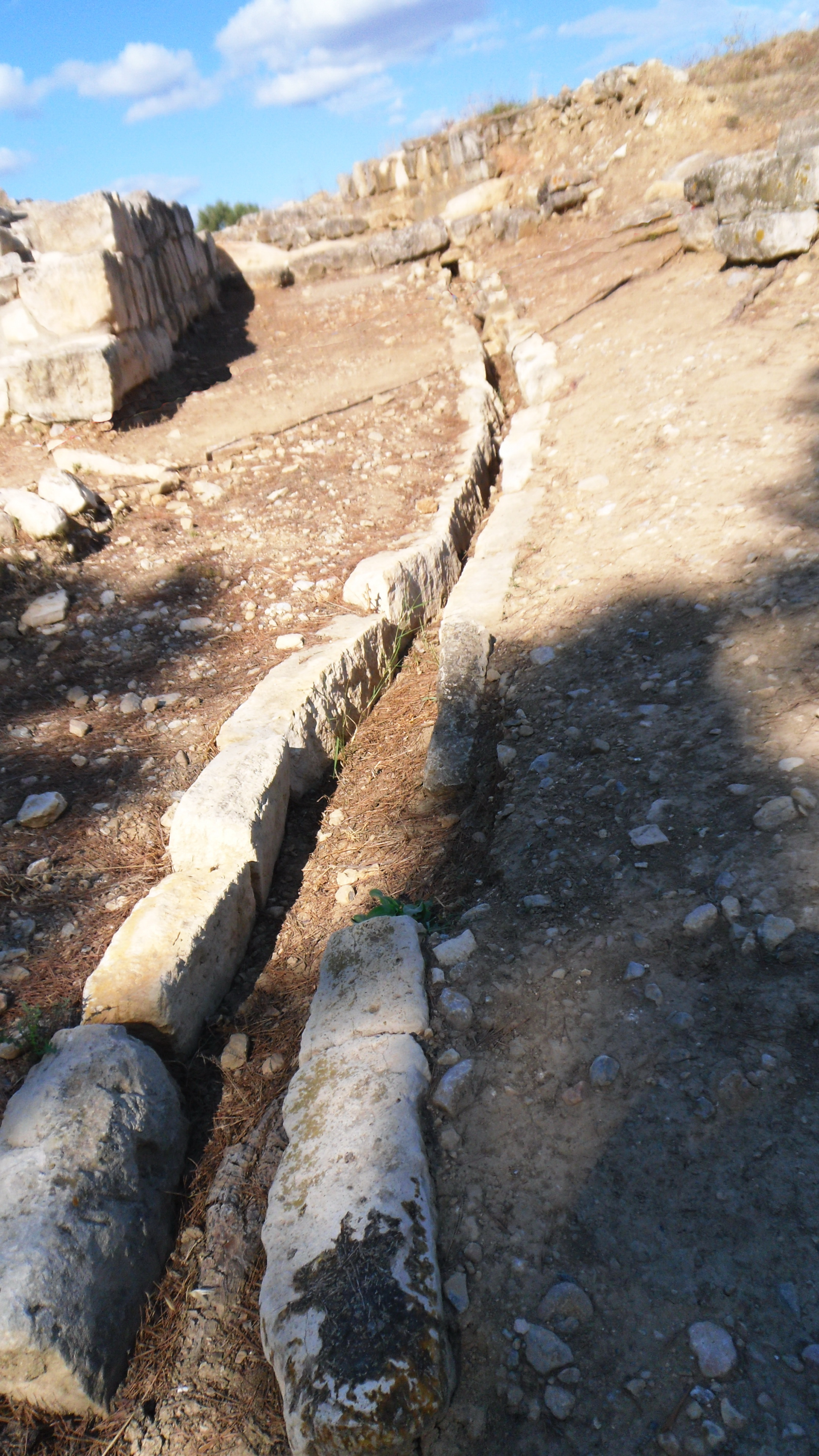
rue 10
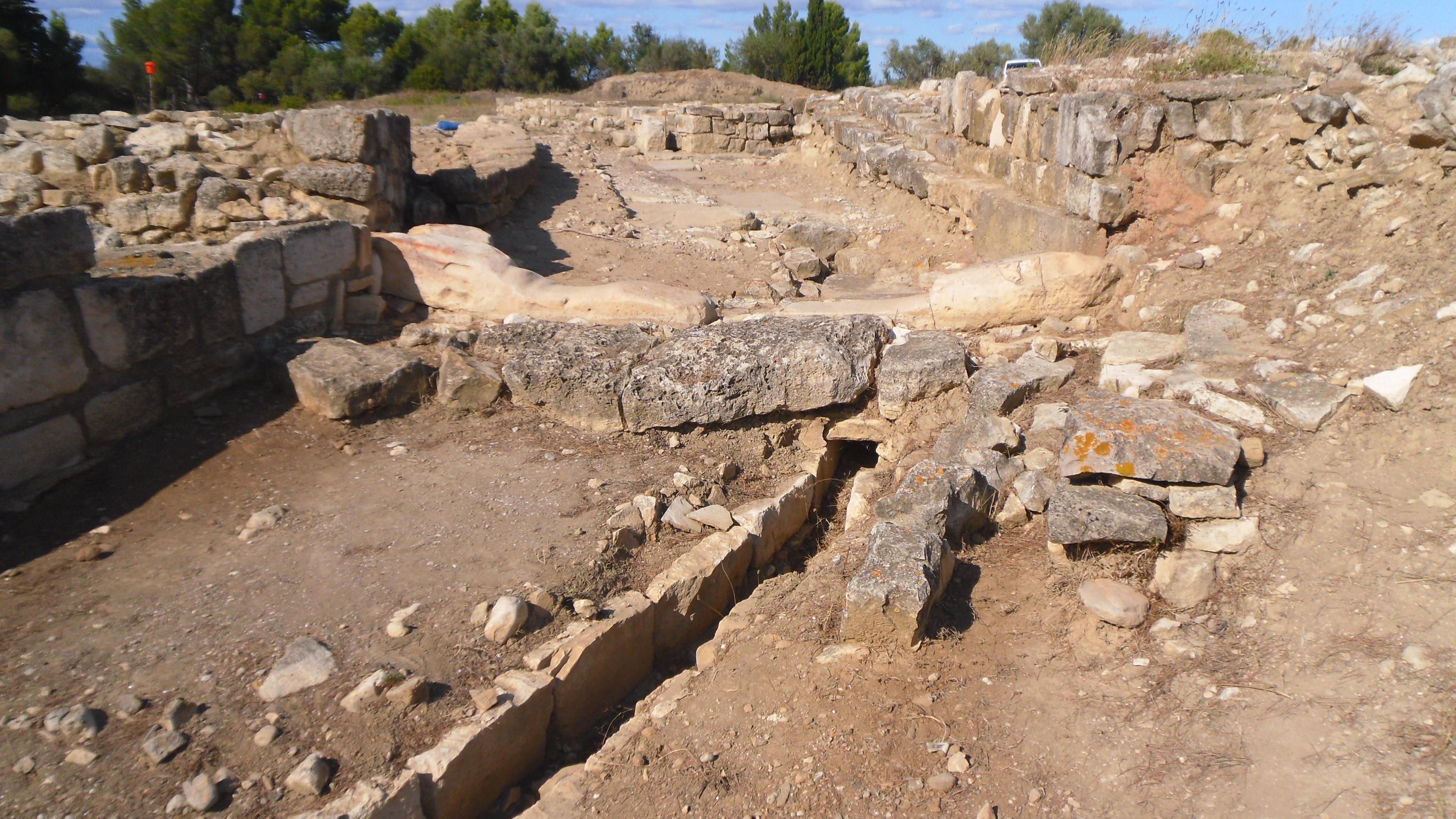
rue 10
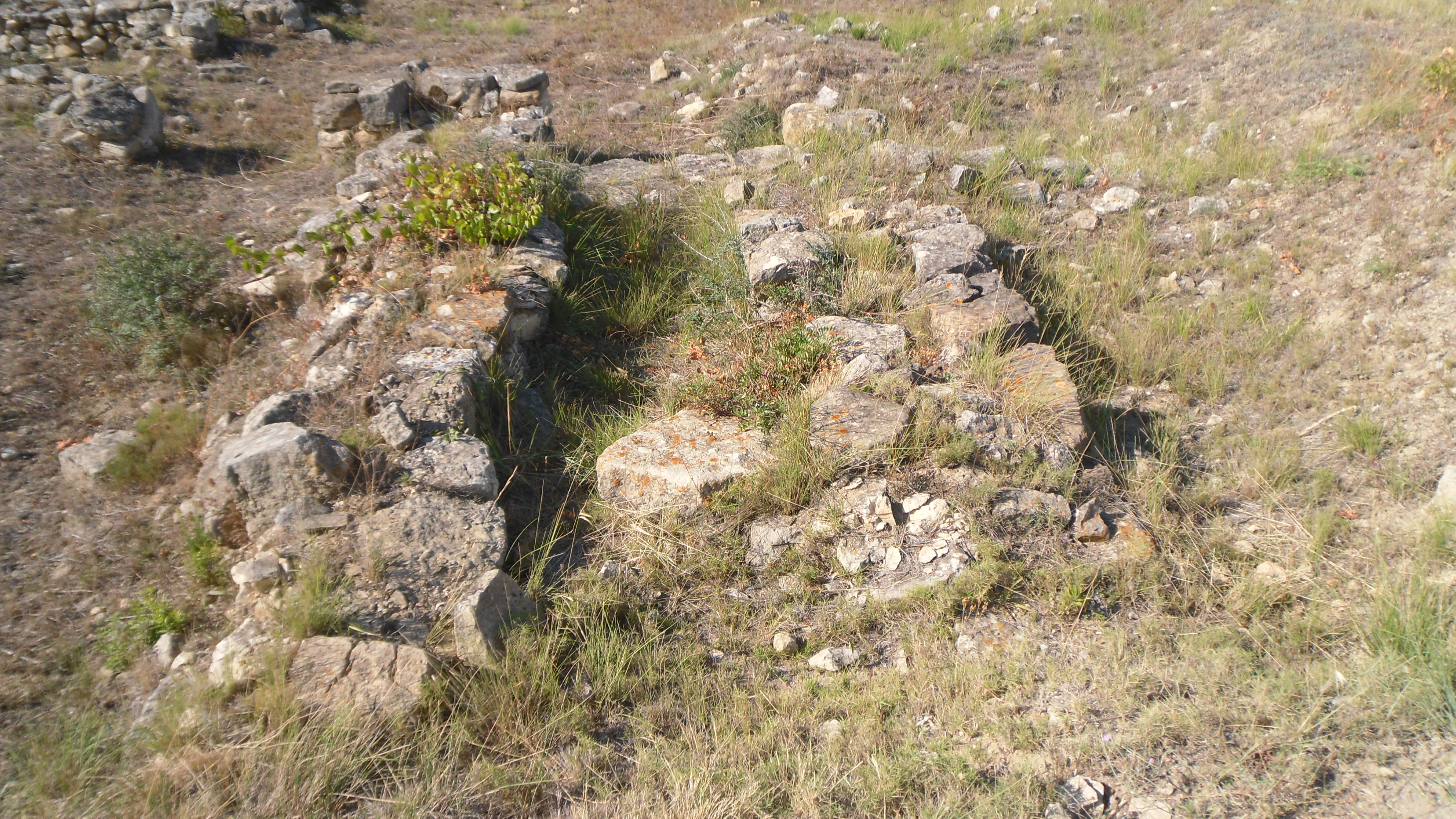
rue 3
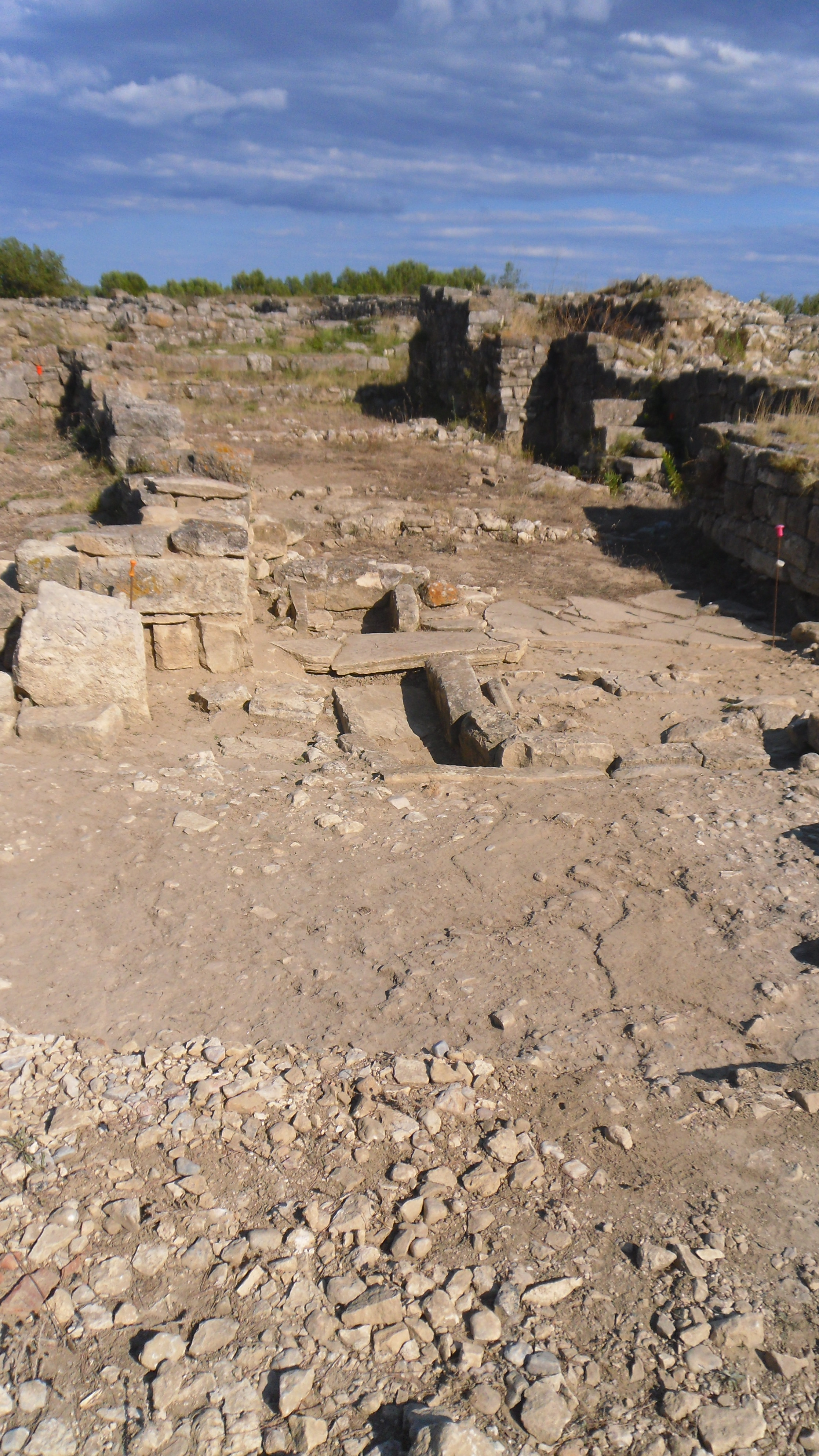
rue 4
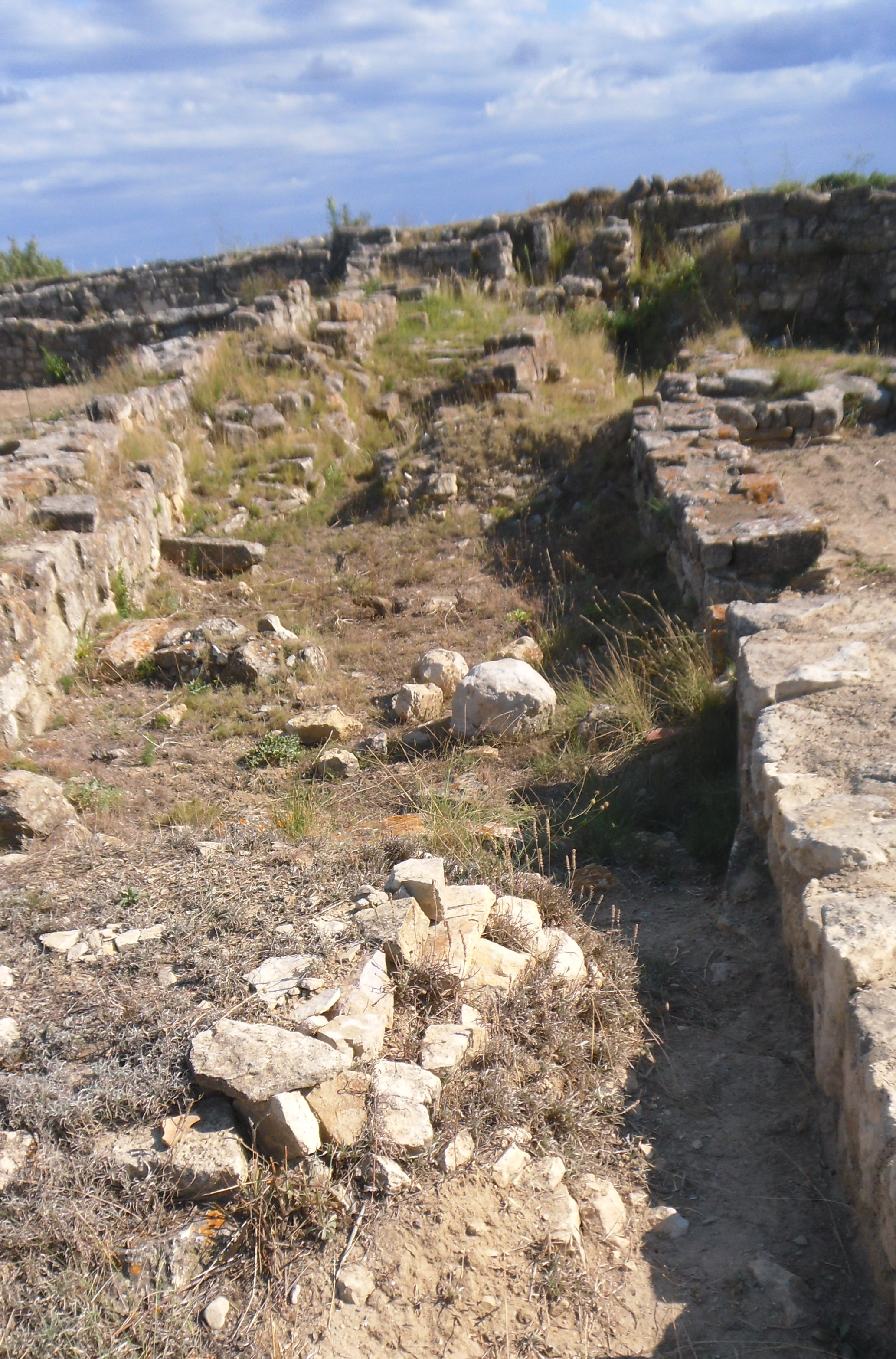
rue 8
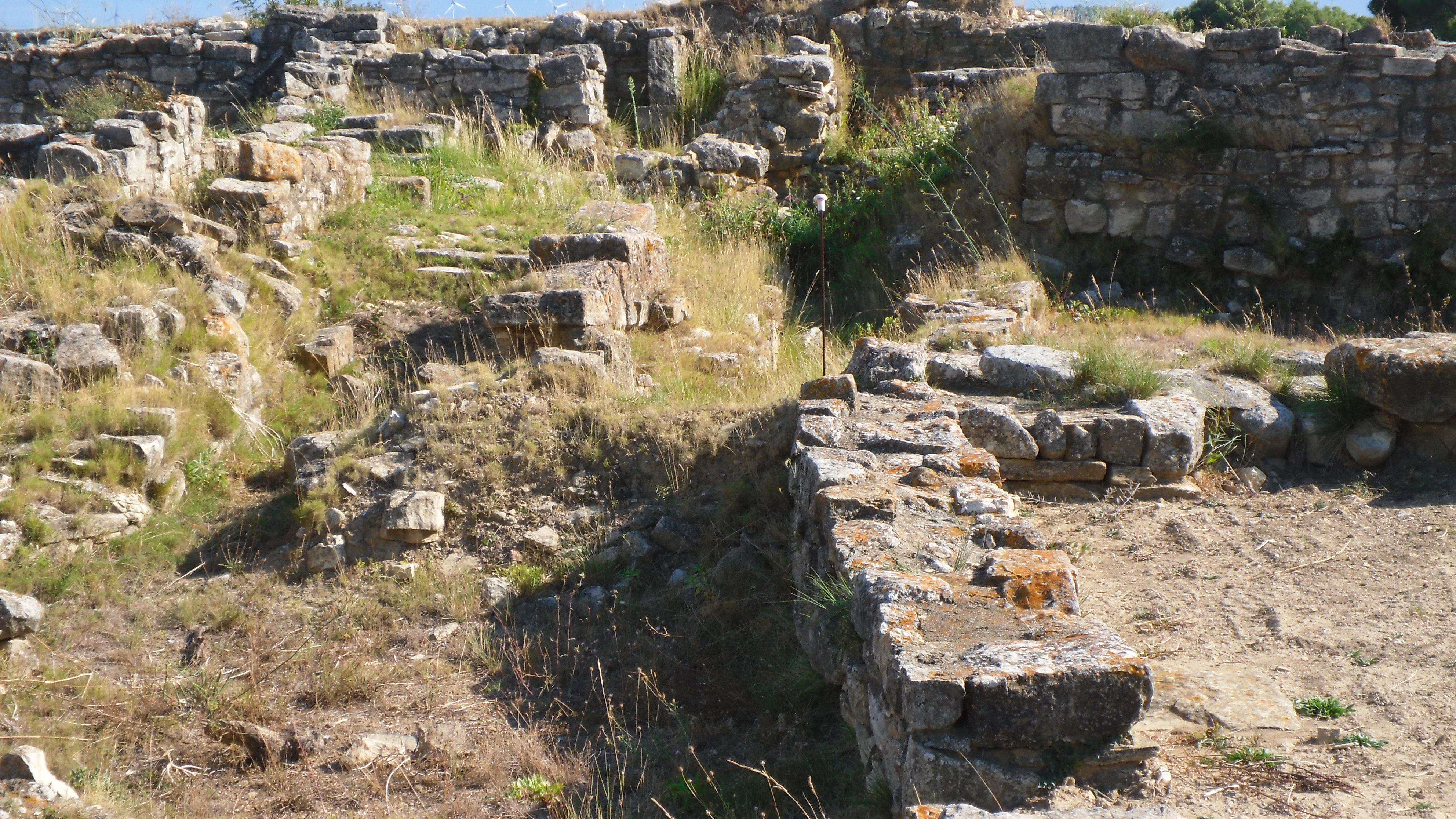
rue 8